# Transports en commun de Troyes
Les Transports en commun de Troyes représentent l'ensemble des prestations de service visant à assurer un moyen de locomotion sur la ville de Troyes et son agglomération.
Anciennement composés de trois lignes contrôlées par la Compagnie des Tramways de Troyes, ces transports en commun sont connus aujourd'hui sous le sigle « TCAT ». En 2024, le réseau TCAT est constitué de 11 lignes régulières, 18 lignes scolaires, 13 lignes de transport à la demande, 7 lignes passent les dimanches et jours féries et 4 navettes  et, en 2013, a assuré près de 8,8 millions de voyages.
Le réseau est exploité par l'EPIC TCAT.

## Histoire

### Du tramway...
La création des transports publics de Troyes date de la fin du XIXe siècle. Le premier réseau est composé 4 lignes de Car Ripert au départ de la place des Anciennes Boucheries, vers l'hôtel de ville de Troyes,. Quelques années plus tard, par décret du 14 août 1898, le tramway électrique, cœur de la révolution dans ce moyen de transport remplace ce premier système de tramways à chevaux pour desservir les communes de Troyes et de Sainte-Savine. Ce réseau, mis en service par la Compagnie des Tramways de Troyes le 25 septembre 1899, était composé de trois lignes d'une longueur de 12 km :
- Sainte-Savine - Pont Hubert
- Croncels (octroi des Chartreux) - Preize
- Hôtel de Ville - Gare, (par la rue Thiers), Cimetière, (par le Faubourg de Paris)

En 1920, en conséquence d'un important mouvement social d'une durée de 15 mois ayant dès conséquences importantes sur le trafic et le chiffre d'affaires, la compagnie devient service public auprès de la commune de Troyes en régie directe,.
Face à l'usure, des autobus Latil sont exploités en remplacement du tramway le 7 novembre 1932 sur la ligne de Preize. La liaison Sainte-Savine-Croncels disparaîtra le 6 juin 1937 et la ligne du cimetière en 1939.
Sous l'occupation des nazis, quatre autobus à gazogène assurent des prestations sur la ligne Pont Hubert - Croncels. Le tramway, dont son remplacement par des autobus a commencé en 1932, est définitivement abandonné et remplacé par des autobus le 1er mars 1950,.

### ... à l'autobus
Le 1er janvier 1951, la Régie municipale des transports en commun de l’agglomération troyenne (TCAT) succède à la Compagnie des tramways de Troyes. L’exploitation en Régie permet de passer d’un déficit de 25 % en 1950 à une situation équilibrée en 1964 qui se maintiendra jusqu’en 1970.
Le réseau se développe tout au long des années 1950 : Nouvelles dessertes, extensions de lignes, fréquences améliorées.  En 1952, la TCAT acquiert son premier autocar et l'activité « transports scolaires et excursions » se développe dès 1964.
À compter de l’année 1966, commence une grande période de modernisation et d'extension du réseau qui va durer jusqu'aux années 1990, le nombre de bus passe de 15 en 1951 à 51 en 1982.
L'année 1966 marque la création du Syndicat intercommunal à vocation multiple de l’agglomération troyenne (SIVOMAT) et le réseau est étendu à certaines communes limitrophes jusqu'à alors non desservies, telles que Saint-Parres-aux-Tertres et Bréviandes. L'année suivante, des améliorations sont apportées aux lignes de Saint-André-les-Vergers, Saint-Julien-les-Villas et Les Noës-près-Troyes et un nouveau dépôt d'autobus, d'une capacité de 55 véhicules, est créé.
En 1973, le self-service est instauré dans les bus, les usagers validant leur titre de transport lors de la première utilisation. La tarification est modifiée. Le SIVOMAT instaure la gratuité pour les seniors et verse le manque à gagner à la régie. L'année suivante, les services administratifs sont informatisés.
L'année 1975 marque le déplacement du point central du réseau de la place Foch vers la place Langevin à la suite de l'aménagement d'un forum devant l'hôtel de ville de Troyes et la refonte du plan de circulation. Les lignes de Chantereigne et d'Échenilly voient leur trajet modifiés.
En 1977, les ateliers du dépôt sont agrandis et la desserte de Rosières-près-Troyes est améliorée. La tarification est modifiée et la gratuité des transports est étendue aux demandeurs d'emploi.
La période allant de 1980 à 1982 est marquée par l'amélioration des lignes de Pont-Sainte-Marie et des Tauxelles, de la création du service de transport de personnes à mobilité réduite, avec le concours de l’ARIHA et par l'installation du radio-téléphone et du renouvellement de la signalisation aux arrêts.
La régie TCAT est transformé en Établissement public à caractère industriel et commercial (EPIC) en 1983 et en 1985, les deux premiers autobus articulés (Heuliez GX 187 n°154 et 155) font leur apparition sur le réseau et fonctionnent alors en libre-service, les usagers pouvant monter par n'importe quelle porte.
Les années 1987 et 1988 voient l'extension du dépôt d'autobus avec l'acquisition de trois terrains contigus et la création de lignes exploitées en minibus (appelés « Microbus » localement). Les activités tourisme de la TCAT prennent le nom « Partance » en 1989, cette activité sera, avec celle des services scolaires-non urbains, revendue en 1992 pour se concentrer uniquement sur le réseau urbain. En 1991 le SIVOMAT instaure le versement transport sur le réseau.

### Modernisation du réseau
L'année 1993 est marquée par de grands bouleversements avec notamment la restructuration du réseau avec une hausse de l'offre de près d'un tiers. Cette restructuration s'accompagne d'une nouvelle identité visuelle, toujours en vigueur depuis lors, avec une livrée rappelant l'art local du vitrail, la mise en place du Système d'aide à l'exploitation et d'information aux voyageurs (SAEIV) « Virgile », de treize bornes d'informations aux voyageurs, d'une nouvelle agence commerciale située place de la Halle et d'une nouvelle billetterie magnétique accompagnée d'une refonte de la tarification. L'année suivante, 17 autres bornes d'information sont ajoutées.
En 1995, la vidéosurveillance est installée dans les véhicules, création du service « Taxi Autoville » pour les personnes à mobilité réduite et mise en place des « ambassadeurs de proximité ».
L'année 1996 voit la création des services « Train-Bus », de la navette « Troyes petits tours » entre le centre-ville et les magasins d'usine et la mise en service des Renault Agora, les premiers autobus standards à plancher bas et équipés d'un système d'agenouillement. En 1997, le réseau du Sud de l'agglomération est modifié et le service « Bus Mariage » est créé et en 1999 le dépôt d'autobus est agrandi de près de 10 000 m2.
En 2000, le SIVOMAT laisse place à la communauté d'agglomération du Grand Troyes. En 2001, le site internet du réseau est créé et la ligne 7 renforcée.

### Le réseau continue de s'étendre
L'année 2002 voit la création de deux nouvelles lignes : La 10 desservant La Chapelle-Saint-Luc et la 12 desservant Bréviandes. La ligne 6 dessert systématiquement le Technopole, la ligne 4 dessert de nouveaux quartiers et, en compagnie des lignes 31 et 33, dessert de nouveaux lieux à Saint-Julien-les-Villas. La ligne 7 est étendue à Saint-Parres-aux-Tertres et les lignes 4 et 6 voient leurs fréquences améliorées.
L'année 2003 voit le prolongement, la simplification et l'amélioration des fréquences sur la ligne 1 et l'apparition des premiers pots catalytiques et du gazole à très basse teneur en soufre (TBTS).
En 2004, la ligne 11 est créée et est la première ligne à faire le tour de la ville sans desservir le centre-ville et les lignes 2, 3 et 5 sont prolongées et améliorées. L'ancien SAEIV « Virgile » est remplacé par « Satélis » et des annonces sonores sont mises en place dans les autobus. Les premières palettes pour l'accès des fauteuils roulants dans les véhicules font leur apparition. En 2005 le réseau est étendu à la commune de Barberey-Saint-Sulpice via la ligne 3. En 2006, les premiers Irisbus Citelis sont livrés sur le réseau et la vidéosurveillance est modernisée.
En 2007, le réseau reçoit ses premiers autobus articulés Mercedes Citaro et les lignes 1, 2 et 7 sont déclarées accessibles aux personnes à mobilité réduite. En 2008 c'est au tour de la ligne 7 d'être améliorée, avec une desserte de la zone commerciale des Terrasses et la ligne 3 devient elle aussi accessible.
En 2009, création de la ligne 15 desservant la commune de Saint-Germain, en rabattement sur la ligne 5. La ligne est intégrée à cette dernière dès l'année suivante. Mise en place en 2010 de la carte d'abonnement sans-contact « Busséo », remplacement des valideurs et installation de bornes de rechargement pour les cartes « Busséo ».
Le 3 janvier 2011, la ligne 2 est étendue aux communes de Buchères et de Saint-Léger-près-Troyes et la ligne 1 voit sa desserte des quartiers pavillonnaires de La Rivière-de-Corps améliorée et dessert le Parc du Grand Troyes.
En 2012 c'est au tour des communes de Verrières, Saint-Thibault et Moussey d'être desservies grâce aux lignes de rabattement 2A à 2C. L'année suivante, en 2013, est créée la ligne 1A desservant Torvilliers et se rabattant sur la ligne 1 au Parc d'activité du Grand Troyes, cette dernière étant prolongée pour mieux desservir cet endroit. En 2014, la ligne 2B est étendue à la commune de l'Isle-Aumont.
Le 10 janvier 2018, le réseau voit la création de quatre navettes, assurées en minibus, et quatre lignes « express », assurées en autocars, pour les communes de Troyes Champagne Métropole et ce, à titre expérimental pour une durée d'un an. Enfin, le réseau régulier est étendu à de nouvelles communes, comme Creney-près-Troyes et Lavau. En Janvier 2019, la ligne 13 est créée et la commune de Payns est desservie tandis que la ligne 3 cesse de desservir la commune de St-Lyé maintenant desservie par la ligne 13. Depuis septembre 2022, la ligne est supprimée définitivement et est remplacée par une ligne SNCF.

## Lignes

### Présentation
Le réseau est exploité par l'EPIC TCAT pour le compte de Troyes Champagne Métropole, dessert les 19 communes issues de l'ancien Grand Troyes ainsi que la commune de Barberey-Saint-Sulpice soit, en 2013, 3 920 800 km parcourus annuellement au service d'une population d'environ 130 000 habitants,. Le réseau est organisé en étoile autour d'un point central situé place de la Halle dans le centre-ville de Troyes et où convergent la quasi-totalité des lignes régulières du réseau.
La TCAT est membre de l'association Agir, pour le transport public, qui regroupe plusieurs transporteurs indépendants à travers la France.
En 2013, le réseau a assuré près de 8,8 millions de voyages.

### Lignes régulières
Le réseau permanent de la TCAT est composé de 11 lignes classiques (desservies par des autobus standards ou articulés) indicées de 1 à 12 (Hors L9), incluant la navette de soirée destinée aux étudiants, et de treize lignes de transport à la demande « Flex'agglo » exploitées avec des taxis et assurant un service de rabattement pour les communes les moins peuplées (Torvilliers, Isle-Aumont, Verrières, hameau de Lépine à Saint-Germain , etc.).
L'ensemble des dessertes régulières sont assurées par autobus, sont accessibles aux personnes à mobilité réduite et fonctionnent tous les jours de 5 h 30 à 21 h 25.
Enfin, le réseau compte 18 lignes à vocation scolaire, ouvertes à tous les voyageurs mais dont les itinéraires sont pensés pour transporter les élèves le plus simplement possible (sans correspondance). De surcroît, leurs horaires sont élaborés en concertation avec les établissements desservis.

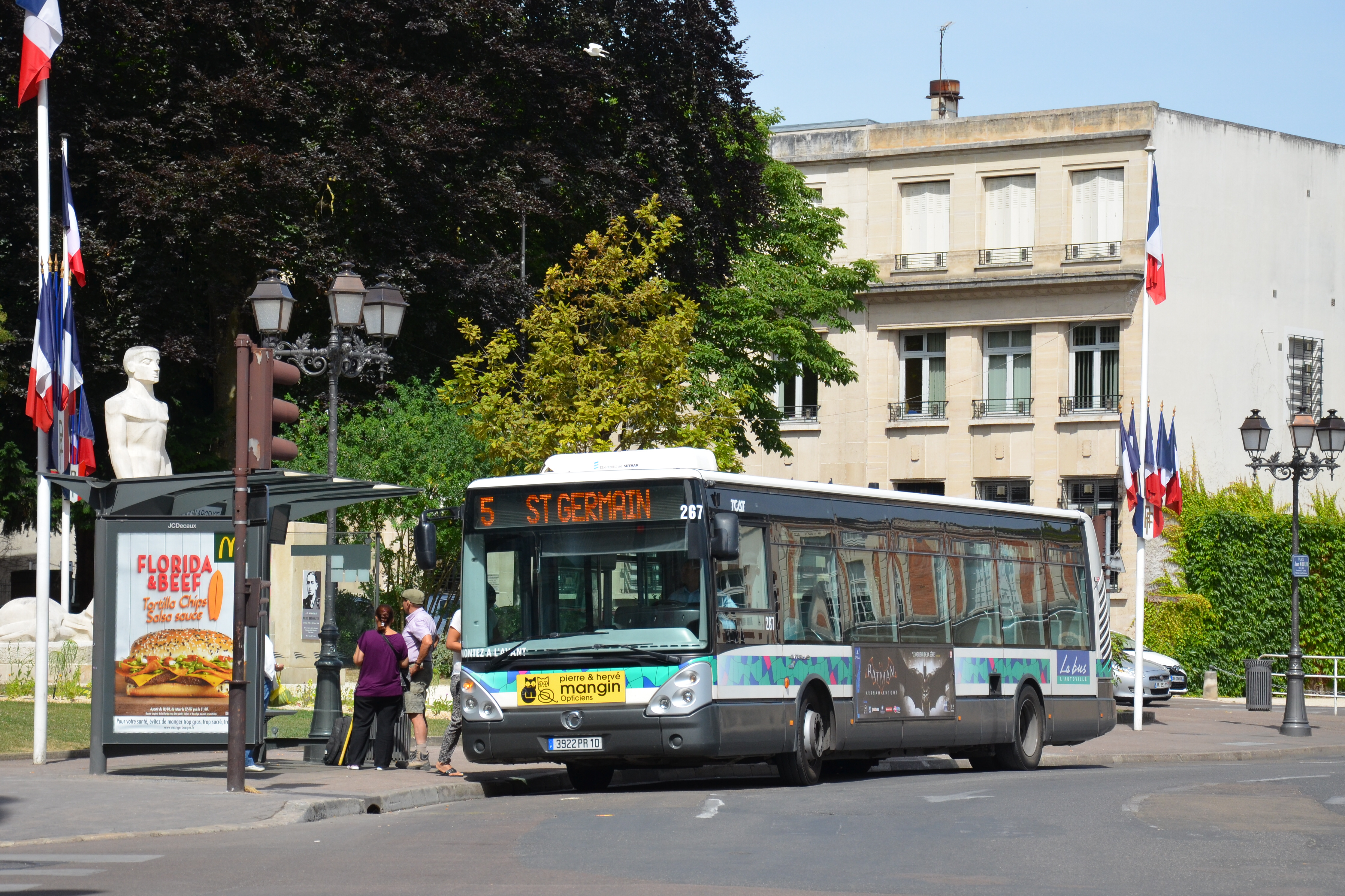
Citelis 12 dans le centre-ville, à l'arrêt Jean Moulin - Argence.
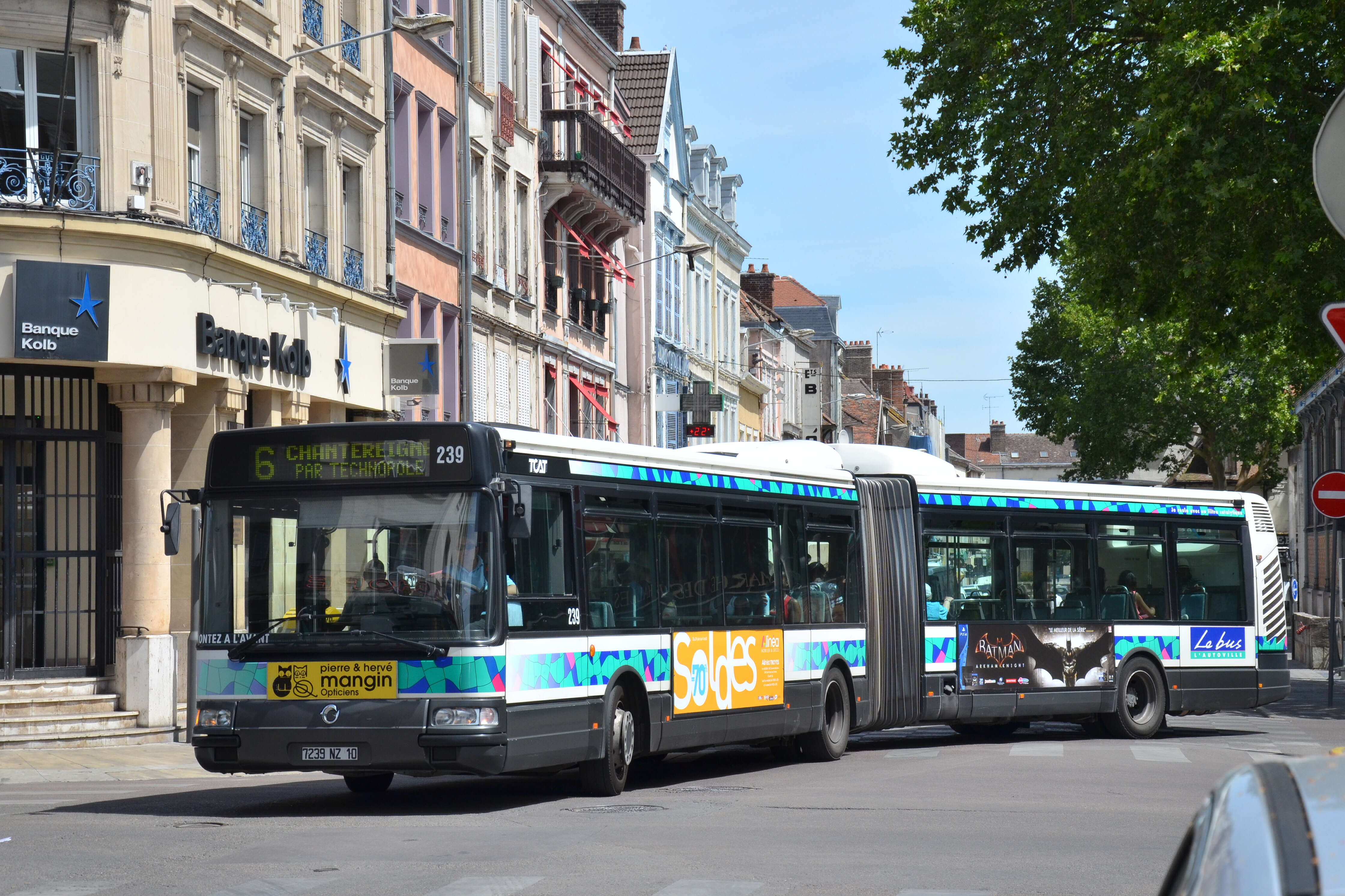
Irisbus Agora L sur la ligne 6, la plus fréquentée du réseau.
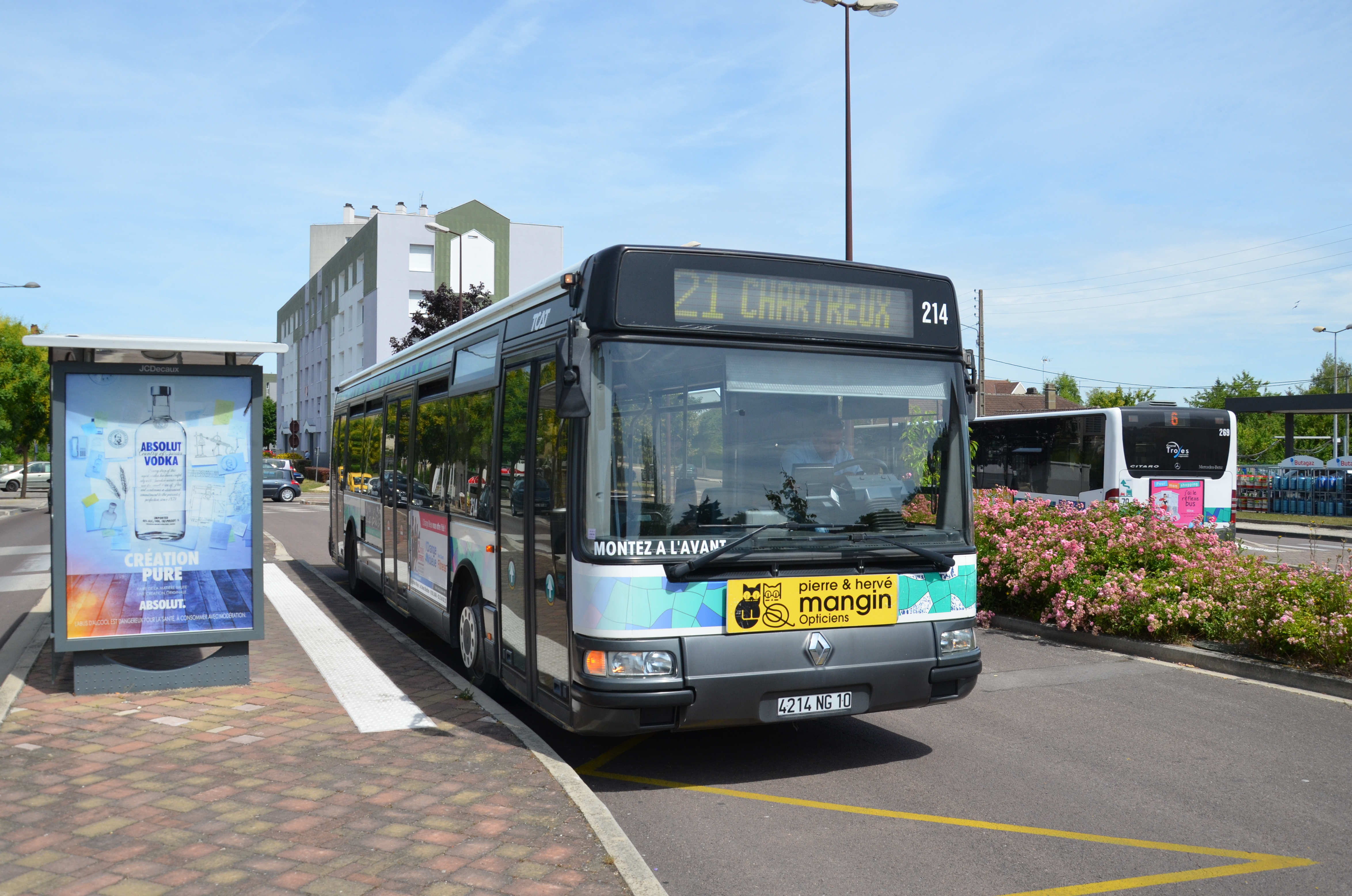
Agora S sur la ligne scolaire 21.
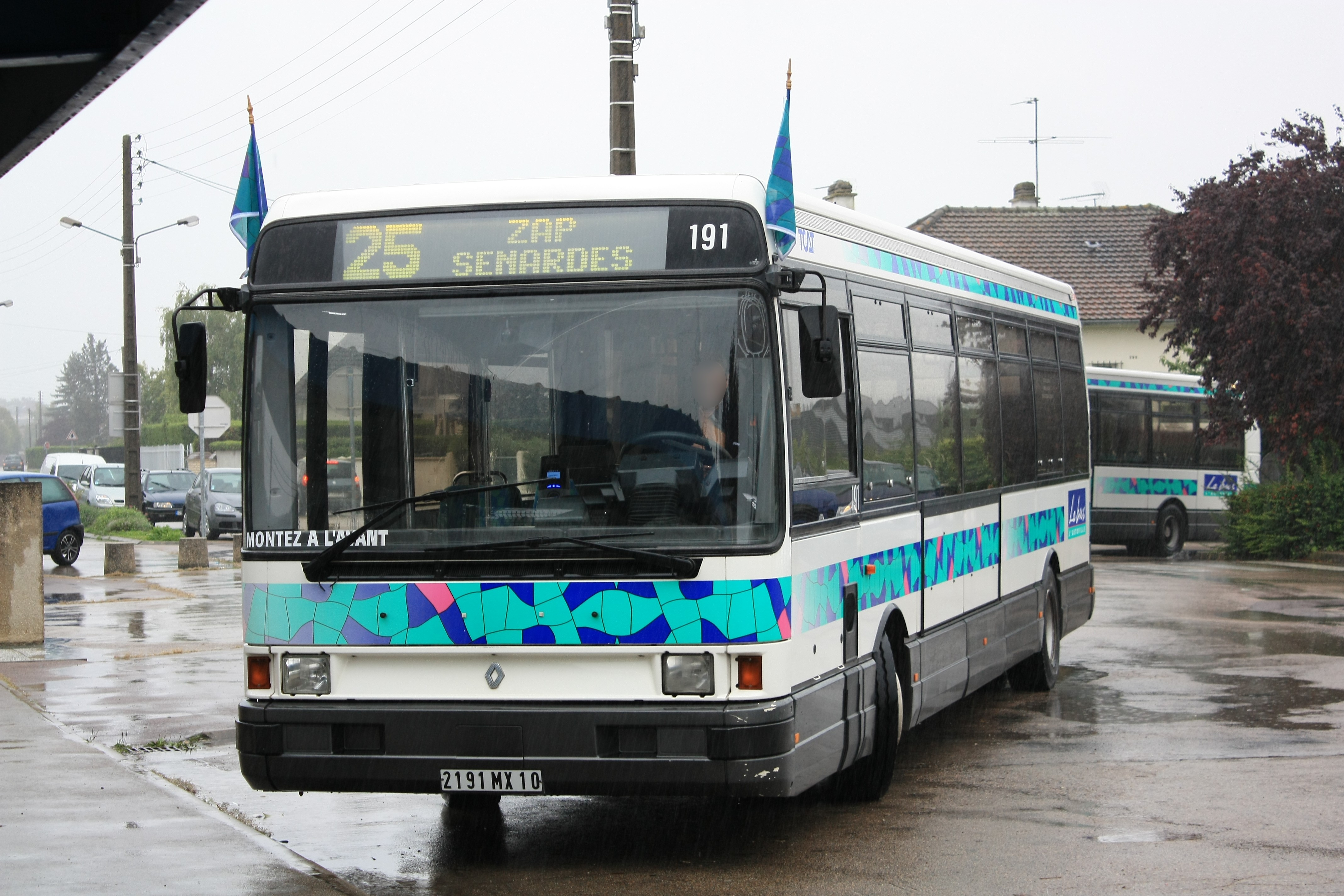
Un R312 sur la ligne scolaire 25.

#### Lignes régulières
| Ligne | Caractéristiques | Caractéristiques | Caractéristiques | Caractéristiques | Caractéristiques | Caractéristiques | Caractéristiques | Caractéristiques | Caractéristiques |
| 1     | Rivière-de-Corps — Centre administratif / Sainte-Savine - Parc du Grand Troyes (à certains services du lundi au samedi) ⥋ Creney — Châtaignier (Pont-Sainte-Marie — Eurêka | Rivière-de-Corps — Centre administratif / Sainte-Savine - Parc du Grand Troyes (à certains services du lundi au samedi) ⥋ Creney — Châtaignier (Pont-Sainte-Marie — Eurêka | Rivière-de-Corps — Centre administratif / Sainte-Savine - Parc du Grand Troyes (à certains services du lundi au samedi) ⥋ Creney — Châtaignier (Pont-Sainte-Marie — Eurêka | Rivière-de-Corps — Centre administratif / Sainte-Savine - Parc du Grand Troyes (à certains services du lundi au samedi) ⥋ Creney — Châtaignier (Pont-Sainte-Marie — Eurêka | Rivière-de-Corps — Centre administratif / Sainte-Savine - Parc du Grand Troyes (à certains services du lundi au samedi) ⥋ Creney — Châtaignier (Pont-Sainte-Marie — Eurêka | Rivière-de-Corps — Centre administratif / Sainte-Savine - Parc du Grand Troyes (à certains services du lundi au samedi) ⥋ Creney — Châtaignier (Pont-Sainte-Marie — Eurêka | Rivière-de-Corps — Centre administratif / Sainte-Savine - Parc du Grand Troyes (à certains services du lundi au samedi) ⥋ Creney — Châtaignier (Pont-Sainte-Marie — Eurêka | Rivière-de-Corps — Centre administratif / Sainte-Savine - Parc du Grand Troyes (à certains services du lundi au samedi) ⥋ Creney — Châtaignier (Pont-Sainte-Marie — Eurêka | Rivière-de-Corps — Centre administratif / Sainte-Savine - Parc du Grand Troyes (à certains services du lundi au samedi) ⥋ Creney — Châtaignier (Pont-Sainte-Marie — Eurêka |
| ----- | --- | --- | --- | --- | --- | --- | --- | --- | --- |
| 1     | Ouverture / Fermeture — / — | Longueur — | Durée — | Nb. d’arrêts 61 | Matériel Standards | Jours de fonctionnement L, Ma, Me, J, V, S | Jour / Soir / Nuit / Fêtes O / O / N / N | Voy. / an — | Exploitant TCAT |
| 1     | Desserte : - Villes et lieux desservis : La Rivière-de-Corps, Sainte-Savine, Troyes, Pont-Sainte-Marie et Creney-près-Troyes - Gare desservie : Gare de Troyes. | | | | | | | | |
| 1     | Autre : - Amplitudes horaires : La ligne fonctionne du lundi au vendredi de 5 h 30 à 21 h 30, le samedi jusqu'à 21 h 25. - Particularités : - en semaine, la desserte des branches Centre administratif et Parc du Grand Troyes à La Rivière-de-Corps s'effectue en alternance à raison d'un bus sur deux, le samedi la desserte de la seconde branche n'est assurée qu'aux heures de pointe ; - du lundi au samedi, un bus par heure effectue son terminus à Pont-Sainte-Marie au lieu de Creney. - Date de dernière mise à jour : 4 septembre 2024. | | | | | | | | |
| 1     | Dernière actualisation : — | | | | | | | | |
| 2     | Chapelle-Saint-Luc — Près de Lyon ⥋ Buchères — Parc logistique / Saint-Léger — Parc logistique | Chapelle-Saint-Luc — Près de Lyon ⥋ Buchères — Parc logistique / Saint-Léger — Parc logistique                                                                             | Chapelle-Saint-Luc — Près de Lyon ⥋ Buchères — Parc logistique / Saint-Léger — Parc logistique                                                                             | Chapelle-Saint-Luc — Près de Lyon ⥋ Buchères — Parc logistique / Saint-Léger — Parc logistique                                                                             | Chapelle-Saint-Luc — Près de Lyon ⥋ Buchères — Parc logistique / Saint-Léger — Parc logistique                                                                             | Chapelle-Saint-Luc — Près de Lyon ⥋ Buchères — Parc logistique / Saint-Léger — Parc logistique                                                                             | Chapelle-Saint-Luc — Près de Lyon ⥋ Buchères — Parc logistique / Saint-Léger — Parc logistique                                                                             | Chapelle-Saint-Luc — Près de Lyon ⥋ Buchères — Parc logistique / Saint-Léger — Parc logistique                                                                             | Chapelle-Saint-Luc — Près de Lyon ⥋ Buchères — Parc logistique / Saint-Léger — Parc logistique                                                                             |
| 2     | Ouverture / Fermeture — / — | Longueur — | Durée — | Nb. d’arrêts 62 | Matériel Standards | Jours de fonctionnement L, Ma, Me, J, V, S | Jour / Soir / Nuit / Fêtes O / O / N / N | Voy. / an — | Exploitant TCAT |
| 2     | Desserte : - Villes et lieux desservis : La Chapelle-Saint-Luc, Troyes, Saint-Julien-les-Villas, Bréviandes, Saint-Léger-près-Troyes et Buchères - Gare desservie : Aucune | | | | | | | | |
| 2     | Autre : - Amplitudes horaires : La ligne fonctionne du lundi au samedi de 6 h 5 à 20 h 20. - Particularités : - environ un bus sur trois dessert la zone industrielle de La Chapelle-Saint-Luc (au nord) par l'est et, à l'autre bout de la ligne, un bus sur deux dessert le parc logistique de Saint-Léger au lieu du parc d'activités de Buchères (au sud) ; - Date de dernière mise à jour : 4 septembre 2024. | | | | | | | | |
| 2     | Dernière actualisation : — | | | | | | | | |
| 3     | Barberey — Centre commercial ⥋ Saint-Julien — Ganne | Barberey — Centre commercial ⥋ Saint-Julien — Ganne | Barberey — Centre commercial ⥋ Saint-Julien — Ganne | Barberey — Centre commercial ⥋ Saint-Julien — Ganne | Barberey — Centre commercial ⥋ Saint-Julien — Ganne | Barberey — Centre commercial ⥋ Saint-Julien — Ganne | Barberey — Centre commercial ⥋ Saint-Julien — Ganne | Barberey — Centre commercial ⥋ Saint-Julien — Ganne | Barberey — Centre commercial ⥋ Saint-Julien — Ganne |
| 3     | Ouverture / Fermeture — / — | Longueur — | Durée — | Nb. d’arrêts 35 | Matériel Standards | Jours de fonctionnement L, Ma, Me, J, V, S | Jour / Soir / Nuit / Fêtes O / N / N / N | Voy. / an — | Exploitant TCAT |
| 3     | Desserte : - Villes et lieux desservis : Barberey-Saint-Sulpice, La Chapelle-Saint-Luc, Troyes et Saint-Julien-les-Villas - Gare desservie : Aucune | | | | | | | | |
| 3     | Autre : - Amplitudes horaires : La ligne fonctionne du lundi au samedi de 6 h à 20 h 10. - Particularités : - Date de dernière mise à jour : 4 septembre 2024. | | | | | | | | |
| 3     | Dernière actualisation : — | | | | | | | | |
| 3A    | Barberey — Centre commercial ⥋ Barberey — Aéroport | Barberey — Centre commercial ⥋ Barberey — Aéroport | Barberey — Centre commercial ⥋ Barberey — Aéroport | Barberey — Centre commercial ⥋ Barberey — Aéroport | Barberey — Centre commercial ⥋ Barberey — Aéroport | Barberey — Centre commercial ⥋ Barberey — Aéroport | Barberey — Centre commercial ⥋ Barberey — Aéroport | Barberey — Centre commercial ⥋ Barberey — Aéroport | Barberey — Centre commercial ⥋ Barberey — Aéroport |
| 3A    | Ouverture / Fermeture 8 janvier 2024 / — | Longueur — | Durée 5 min min | Nb. d’arrêts 4 | Matériel Taxi | Jours de fonctionnement L, Ma, Me, J, V, S | Jour / Soir / Nuit / Fêtes O / N / N / N | Voy. / an — | Exploitant TCAT |
| 3A    | Desserte : - Villes et lieux desservis : Barberey-Saint-Sulpice - Gare desservie : Aucune | | | | | | | | |
| 3A    | Autre : - Amplitudes horaires : La ligne fonctionne du lundi au samedi - Particularités : - Date de dernière mise à jour : 4 septembre 2024. | | | | | | | | |
| 3A    | Dernière actualisation : — | | | | | | | | |
| 4     | Sainte-Savine — Le Hamelet Dulou ⥋ Saint-Julien - Moline | Sainte-Savine — Le Hamelet Dulou ⥋ Saint-Julien - Moline | Sainte-Savine — Le Hamelet Dulou ⥋ Saint-Julien - Moline | Sainte-Savine — Le Hamelet Dulou ⥋ Saint-Julien - Moline | Sainte-Savine — Le Hamelet Dulou ⥋ Saint-Julien - Moline | Sainte-Savine — Le Hamelet Dulou ⥋ Saint-Julien - Moline | Sainte-Savine — Le Hamelet Dulou ⥋ Saint-Julien - Moline | Sainte-Savine — Le Hamelet Dulou ⥋ Saint-Julien - Moline | Sainte-Savine — Le Hamelet Dulou ⥋ Saint-Julien - Moline |
| 4     | Ouverture / Fermeture — / — | Longueur — | Durée — | Nb. d’arrêts 35 | Matériel Standards | Jours de fonctionnement L, Ma, Me, J, V, S | Jour / Soir / Nuit / Fêtes O / N / N / N | Voy. / an — | Exploitant TCAT |
| 4     | Desserte : - Villes et lieux desservis : Sainte-Savine, Les Noës-près-Troyes, Troyes et Saint-Julien-les-Villas - Gare desservie : Gare de Troyes. | | | | | | | | |
| 4     | Autre : - Amplitudes horaires : La ligne fonctionne du lundi au samedi de 6 h 30 à 20 h 30. - Particularités : - Date de dernière mise à jour : 4 septembre 2024. | | | | | | | | |
| 4     | Dernière actualisation : — | | | | | | | | |
| 5     | Saint-Germain — Courcelles ⥋ Chapelle-Saint-Luc — Fouchy | Saint-Germain — Courcelles ⥋ Chapelle-Saint-Luc — Fouchy | Saint-Germain — Courcelles ⥋ Chapelle-Saint-Luc — Fouchy | Saint-Germain — Courcelles ⥋ Chapelle-Saint-Luc — Fouchy | Saint-Germain — Courcelles ⥋ Chapelle-Saint-Luc — Fouchy | Saint-Germain — Courcelles ⥋ Chapelle-Saint-Luc — Fouchy | Saint-Germain — Courcelles ⥋ Chapelle-Saint-Luc — Fouchy | Saint-Germain — Courcelles ⥋ Chapelle-Saint-Luc — Fouchy | Saint-Germain — Courcelles ⥋ Chapelle-Saint-Luc — Fouchy |
| 5     | Ouverture / Fermeture — / — | Longueur — | Durée — | Nb. d’arrêts 36 | Matériel Standards | Jours de fonctionnement L, Ma, Me, J, V, S | Jour / Soir / Nuit / Fêtes O / N / N / N | Voy. / an — | Exploitant TCAT |
| 5     | Desserte : - Villes et lieux desservis : Saint-Germain, Saint-André-les-Vergers, Troyes et La Chapelle-Saint-Luc - Gare desservie : Gare de Troyes. | | | | | | | | |
| 5     | Autre : - Amplitudes horaires : La ligne fonctionne du lundi au vendredi de 6 h à 20 h, le samedi de 6 h 10 à 20 h 20. - Particularités : - Date de dernière mise à jour : 4 septembre 2024. | | | | | | | | |
| 5     | Dernière actualisation : — | | | | | | | | |
| 6     | Chapelle-Saint-Luc — Près de Lyon ⥋ Troyes — Chartreux | Chapelle-Saint-Luc — Près de Lyon ⥋ Troyes — Chartreux | Chapelle-Saint-Luc — Près de Lyon ⥋ Troyes — Chartreux | Chapelle-Saint-Luc — Près de Lyon ⥋ Troyes — Chartreux | Chapelle-Saint-Luc — Près de Lyon ⥋ Troyes — Chartreux | Chapelle-Saint-Luc — Près de Lyon ⥋ Troyes — Chartreux | Chapelle-Saint-Luc — Près de Lyon ⥋ Troyes — Chartreux | Chapelle-Saint-Luc — Près de Lyon ⥋ Troyes — Chartreux | Chapelle-Saint-Luc — Près de Lyon ⥋ Troyes — Chartreux |
| 6     | Ouverture / Fermeture — / — | Longueur — | Durée — | Nb. d’arrêts 34 | Matériel Articulés | Jours de fonctionnement L, Ma, Me, J, V, S | Jour / Soir / Nuit / Fêtes O / O / N / N | Voy. / an — | Exploitant TCAT |
| 6     | Desserte : - Villes et lieux desservis : La Chapelle-Saint-Luc et Troyes - Gare desservie : Gare de Troyes. | | | | | | | | |
| 6     | Autre : - Amplitudes horaires : La ligne fonctionne du lundi au vendredi de 5 h 35 à 21 h 25, le samedi à partir de 5 h 30. - Particularités : - Date de dernière mise à jour : 4 septembre 2024. | | | | | | | | |
| 6     | Dernière actualisation : — | | | | | | | | |
| 7     | Troyes — Parc des Expositions (Le Cube) ⥋ Saint-Parres — Asclépiade | Troyes — Parc des Expositions (Le Cube) ⥋ Saint-Parres — Asclépiade | Troyes — Parc des Expositions (Le Cube) ⥋ Saint-Parres — Asclépiade | Troyes — Parc des Expositions (Le Cube) ⥋ Saint-Parres — Asclépiade | Troyes — Parc des Expositions (Le Cube) ⥋ Saint-Parres — Asclépiade | Troyes — Parc des Expositions (Le Cube) ⥋ Saint-Parres — Asclépiade | Troyes — Parc des Expositions (Le Cube) ⥋ Saint-Parres — Asclépiade | Troyes — Parc des Expositions (Le Cube) ⥋ Saint-Parres — Asclépiade | Troyes — Parc des Expositions (Le Cube) ⥋ Saint-Parres — Asclépiade |
| 7     | Ouverture / Fermeture — / — | Longueur — | Durée — | Nb. d’arrêts 25 | Matériel Articulés | Jours de fonctionnement L, Ma, Me, J, V, S, D | Jour / Soir / Nuit / Fêtes O / O / N / N | Voy. / an — | Exploitant TCAT |
| 7     | Desserte : - Villes et lieux desservis : Troyes et Saint-Parres-aux-Tertres - Gare desservie : Aucune | | | | | | | | |
| 7     | Autre : - Amplitudes horaires : La ligne fonctionne du lundi au vendredi de 6 h à 20 h 30, le samedi jusqu'à 20 h 25. - Particularités : - Date de dernière mise à jour : 4 septembre 2024. | | | | | | | | |
| 7     | Dernière actualisation : — | | | | | | | | |
| 8     | Troyes — Chartreux ⥋ Troyes — Beurnonville | Troyes — Chartreux ⥋ Troyes — Beurnonville | Troyes — Chartreux ⥋ Troyes — Beurnonville | Troyes — Chartreux ⥋ Troyes — Beurnonville | Troyes — Chartreux ⥋ Troyes — Beurnonville | Troyes — Chartreux ⥋ Troyes — Beurnonville | Troyes — Chartreux ⥋ Troyes — Beurnonville | Troyes — Chartreux ⥋ Troyes — Beurnonville | Troyes — Chartreux ⥋ Troyes — Beurnonville |
| 8     | Ouverture / Fermeture — / — | Longueur — | Durée — | Nb. d’arrêts 32 | Matériel Standards | Jours de fonctionnement L, Ma, Me, J, V, S | Jour / Soir / Nuit / Fêtes O / N / N / N | Voy. / an — | Exploitant TCAT |
| 8     | Desserte : - Villes et lieux desservis : Saint-Pouange, Rosières-près-Troyes, Saint-André-les-Vergers et Troyes - Gare desservie : Aucune | | | | | | | | |
| 8     | Autre : - Amplitudes horaires : La ligne fonctionne du lundi au samedi de 5 h 55 à 20 h 55 environ. - Particularités : - 2 Passages quotidiens en semaine par le Lycée Agricole Charles Baltet à Saint-Pouange (1 Matin et 1 Soir) - Date de dernière mise à jour : 4 septembre 2024. | | | | | | | | |
| 8     | Dernière actualisation : — | | | | | | | | |
| 11    | Chapelle-Saint-Luc — Salengro / Chapelle-Saint-Luc — Fouchy ⥋ Saint-Julien — Moline | Chapelle-Saint-Luc — Salengro / Chapelle-Saint-Luc — Fouchy ⥋ Saint-Julien — Moline                                                                                        | Chapelle-Saint-Luc — Salengro / Chapelle-Saint-Luc — Fouchy ⥋ Saint-Julien — Moline                                                                                        | Chapelle-Saint-Luc — Salengro / Chapelle-Saint-Luc — Fouchy ⥋ Saint-Julien — Moline                                                                                        | Chapelle-Saint-Luc — Salengro / Chapelle-Saint-Luc — Fouchy ⥋ Saint-Julien — Moline                                                                                        | Chapelle-Saint-Luc — Salengro / Chapelle-Saint-Luc — Fouchy ⥋ Saint-Julien — Moline                                                                                        | Chapelle-Saint-Luc — Salengro / Chapelle-Saint-Luc — Fouchy ⥋ Saint-Julien — Moline                                                                                        | Chapelle-Saint-Luc — Salengro / Chapelle-Saint-Luc — Fouchy ⥋ Saint-Julien — Moline                                                                                        | Chapelle-Saint-Luc — Salengro / Chapelle-Saint-Luc — Fouchy ⥋ Saint-Julien — Moline                                                                                        |
| 11    | Ouverture / Fermeture 2004 / — | Longueur — | Durée — | Nb. d’arrêts 73 | Matériel Standards | Jours de fonctionnement L, Ma, Me, J, V, S | Jour / Soir / Nuit / Fêtes O / N / N / N | Voy. / an — | Exploitant TCAT |
| 11    | Desserte : - Villes et lieux desservis : La Chapelle-Saint-Luc, Les Noës-près-Troyes, Sainte-Savine, Saint-André-les-Vergers, Troyes, Rosières-près-Troyes et Saint-Julien-les-Villas * Gare desservie : Aucune | | | | | | | | |
| 11    | Autre : - Amplitudes horaires : La ligne fonctionne du lundi au vendredi de 5 h 50 à 20 h 10 et le samedi de 6 h à 19 h 45 environ. - Particularités : Quelques passages vers Fouchy par jour - Date de dernière mise à jour : 4 septembre 2024. | | | | | | | | |
| 11    | Dernière actualisation : — | | | | | | | | |
| 12    | Troyes — Fontaine ⥋ Creney — Châtaignier (Lavau — Dames Blanches à certains services) | Troyes — Fontaine ⥋ Creney — Châtaignier (Lavau — Dames Blanches à certains services)                                                                                      | Troyes — Fontaine ⥋ Creney — Châtaignier (Lavau — Dames Blanches à certains services)                                                                                      | Troyes — Fontaine ⥋ Creney — Châtaignier (Lavau — Dames Blanches à certains services)                                                                                      | Troyes — Fontaine ⥋ Creney — Châtaignier (Lavau — Dames Blanches à certains services)                                                                                      | Troyes — Fontaine ⥋ Creney — Châtaignier (Lavau — Dames Blanches à certains services)                                                                                      | Troyes — Fontaine ⥋ Creney — Châtaignier (Lavau — Dames Blanches à certains services)                                                                                      | Troyes — Fontaine ⥋ Creney — Châtaignier (Lavau — Dames Blanches à certains services)                                                                                      | Troyes — Fontaine ⥋ Creney — Châtaignier (Lavau — Dames Blanches à certains services)                                                                                      |
| 12    | Ouverture / Fermeture 1er septembre 2016 / — | Longueur — | Durée — | Nb. d’arrêts 38 | Matériel Standards | Jours de fonctionnement L, Ma, Me, J, V, S | Jour / Soir / Nuit / Fêtes O / N / N / N | Voy. / an — | Exploitant TCAT |
| 12    | Desserte : - Villes et lieux desservis : Troyes, Pont-Sainte-Marie, Lavau et Creney-près-Troyes - Gare desservie : Aucune | | | | | | | | |
| 12    | Autre : - Amplitudes horaires : La ligne fonctionne du lundi au samedi de 5 h 45 à 20 h 20 environ. - Particularités : Environ un bus par heure dessert Lavau au lieu de Creney. - Date de dernière mise à jour : 4 septembre 2024. | | | | | | | | |
| 12    | Dernière actualisation : — | | | | | | | | |

Lignes de Dimanche et Jours Féries
| Ligne | Caractéristiques | Caractéristiques                                                              | Caractéristiques                                                              | Caractéristiques                                                              | Caractéristiques                                                              | Caractéristiques                                                              | Caractéristiques                                                              | Caractéristiques                                                              | Caractéristiques                                                              |
| D1    | Pont-Sainte-Marie — Pont Sainte Marie Eurêka ⥋ Troyes — Gare | Pont-Sainte-Marie — Pont Sainte Marie Eurêka ⥋ Troyes — Gare                  | Pont-Sainte-Marie — Pont Sainte Marie Eurêka ⥋ Troyes — Gare                  | Pont-Sainte-Marie — Pont Sainte Marie Eurêka ⥋ Troyes — Gare                  | Pont-Sainte-Marie — Pont Sainte Marie Eurêka ⥋ Troyes — Gare                  | Pont-Sainte-Marie — Pont Sainte Marie Eurêka ⥋ Troyes — Gare                  | Pont-Sainte-Marie — Pont Sainte Marie Eurêka ⥋ Troyes — Gare                  | Pont-Sainte-Marie — Pont Sainte Marie Eurêka ⥋ Troyes — Gare                  | Pont-Sainte-Marie — Pont Sainte Marie Eurêka ⥋ Troyes — Gare                  |
| ----- | --- | ----------------------------------------------------------------------------- | ----------------------------------------------------------------------------- | ----------------------------------------------------------------------------- | ----------------------------------------------------------------------------- | ----------------------------------------------------------------------------- | ----------------------------------------------------------------------------- | ----------------------------------------------------------------------------- | ----------------------------------------------------------------------------- |
| D1    | Ouverture / Fermeture 5 septembre 2021 / — | Longueur —                                                                    | Durée —                                                                       | Nb. d’arrêts 30                                                               | Matériel Articulés                                                            | Jours de fonctionnement D                                                     | Jour / Soir / Nuit / Fêtes O / N / N / O                                      | Voy. / an —                                                                   | Exploitant TCAT                                                               |
| D1    | Desserte : - Villes et lieux desservis : Troyes et Pont-Sainte-Marie - Gare desservie : Gare de Troyes |                                                                               |                                                                               |                                                                               |                                                                               |                                                                               |                                                                               |                                                                               |                                                                               |
| D1    | Autre : - Amplitudes horaires : La ligne fonctionne les dimanches de jours féries de 9 h 10 à 20 h 0. - Particularités : Ligne Gratuite - Date de dernière mise à jour : 4 septembre 2024.                                |                                                                               |                                                                               |                                                                               |                                                                               |                                                                               |                                                                               |                                                                               |                                                                               |
| D1    | Dernière actualisation : — |                                                                               |                                                                               |                                                                               |                                                                               |                                                                               |                                                                               |                                                                               |                                                                               |
| D2    | Chapelle-Saint-Luc — Près de Lyon ⥋ Bréviandes | Chapelle-Saint-Luc — Près de Lyon ⥋ Bréviandes                                | Chapelle-Saint-Luc — Près de Lyon ⥋ Bréviandes                                | Chapelle-Saint-Luc — Près de Lyon ⥋ Bréviandes                                | Chapelle-Saint-Luc — Près de Lyon ⥋ Bréviandes                                | Chapelle-Saint-Luc — Près de Lyon ⥋ Bréviandes                                | Chapelle-Saint-Luc — Près de Lyon ⥋ Bréviandes                                | Chapelle-Saint-Luc — Près de Lyon ⥋ Bréviandes                                | Chapelle-Saint-Luc — Près de Lyon ⥋ Bréviandes                                |
| D2    | Ouverture / Fermeture 5 septembre 2021 / — | Longueur —                                                                    | Durée —                                                                       | Nb. d’arrêts 38                                                               | Matériel Articulés                                                            | Jours de fonctionnement D                                                     | Jour / Soir / Nuit / Fêtes O / N / N / O                                      | Voy. / an —                                                                   | Exploitant TCAT                                                               |
| D2    | Desserte : - Villes et lieux desservis : La Chapelle-Saint-Luc, Troyes, Saint-Julien-les-Villas et Bréviandes - Gare desservie : Aucune                                                                                   |                                                                               |                                                                               |                                                                               |                                                                               |                                                                               |                                                                               |                                                                               |                                                                               |
| D2    | Autre : - Amplitudes horaires : La ligne fonctionne les dimanches et les jours féries de 10 h 10 à 20 h 0. - Particularités : Ligne Gratuite - Date de dernière mise à jour : 4 septembre 2024.                           |                                                                               |                                                                               |                                                                               |                                                                               |                                                                               |                                                                               |                                                                               |                                                                               |
| D2    | Dernière actualisation : — |                                                                               |                                                                               |                                                                               |                                                                               |                                                                               |                                                                               |                                                                               |                                                                               |
| D3    | La Chapelle-Saint-Luc — Boisselier ⥋ Saint-Julien-les-Villas — Ganne | La Chapelle-Saint-Luc — Boisselier ⥋ Saint-Julien-les-Villas — Ganne          | La Chapelle-Saint-Luc — Boisselier ⥋ Saint-Julien-les-Villas — Ganne          | La Chapelle-Saint-Luc — Boisselier ⥋ Saint-Julien-les-Villas — Ganne          | La Chapelle-Saint-Luc — Boisselier ⥋ Saint-Julien-les-Villas — Ganne          | La Chapelle-Saint-Luc — Boisselier ⥋ Saint-Julien-les-Villas — Ganne          | La Chapelle-Saint-Luc — Boisselier ⥋ Saint-Julien-les-Villas — Ganne          | La Chapelle-Saint-Luc — Boisselier ⥋ Saint-Julien-les-Villas — Ganne          | La Chapelle-Saint-Luc — Boisselier ⥋ Saint-Julien-les-Villas — Ganne          |
| D3    | Ouverture / Fermeture 5 septembre 2021 / — | Longueur —                                                                    | Durée —                                                                       | Nb. d’arrêts 30                                                               | Matériel Standards                                                            | Jours de fonctionnement D                                                     | Jour / Soir / Nuit / Fêtes O / N / N / O                                      | Voy. / an —                                                                   | Exploitant TCAT                                                               |
| D3    | Desserte : - Villes et lieux desservis : La Chapelle-Saint-Luc, Troyes et Saint-Julien-les-Villas - Gare desservie : Aucune                                                                                               |                                                                               |                                                                               |                                                                               |                                                                               |                                                                               |                                                                               |                                                                               |                                                                               |
| D3    | Autre : - Amplitudes horaires : La ligne fonctionne les dimanches et jours féries de 10 h à 19 h 40. - Particularités : Ligne Gratuite - Date de dernière mise à jour : 4 septembre 2024.                                 |                                                                               |                                                                               |                                                                               |                                                                               |                                                                               |                                                                               |                                                                               |                                                                               |
| D3    | Dernière actualisation : — |                                                                               |                                                                               |                                                                               |                                                                               |                                                                               |                                                                               |                                                                               |                                                                               |
| D4    | La Rivière-de-Corps — Centre Administratif ⥋ Saint-Julien-les-Villas — Moline | La Rivière-de-Corps — Centre Administratif ⥋ Saint-Julien-les-Villas — Moline | La Rivière-de-Corps — Centre Administratif ⥋ Saint-Julien-les-Villas — Moline | La Rivière-de-Corps — Centre Administratif ⥋ Saint-Julien-les-Villas — Moline | La Rivière-de-Corps — Centre Administratif ⥋ Saint-Julien-les-Villas — Moline | La Rivière-de-Corps — Centre Administratif ⥋ Saint-Julien-les-Villas — Moline | La Rivière-de-Corps — Centre Administratif ⥋ Saint-Julien-les-Villas — Moline | La Rivière-de-Corps — Centre Administratif ⥋ Saint-Julien-les-Villas — Moline | La Rivière-de-Corps — Centre Administratif ⥋ Saint-Julien-les-Villas — Moline |
| D4    | Ouverture / Fermeture 5 septembre 2021 / — | Longueur —                                                                    | Durée —                                                                       | Nb. d’arrêts 36                                                               | Matériel Standards                                                            | Jours de fonctionnement D                                                     | Jour / Soir / Nuit / Fêtes O / N / N / O                                      | Voy. / an —                                                                   | Exploitant TCAT                                                               |
| D4    | Desserte : - Villes et lieux desservis : La Rivière-de-Corps, Sainte-Savine, Troyes et Saint-Julien-les-Villas - Gare desservie : Gare de Troyes                                                                          |                                                                               |                                                                               |                                                                               |                                                                               |                                                                               |                                                                               |                                                                               |                                                                               |
| D4    | Autre : - Amplitudes horaires : La ligne fonctionne les dimanches et jours féries de 9 h 15 à 20 h 10. - Particularités : Ligne Gratuite - Date de dernière mise à jour : 4 septembre 2024.                               |                                                                               |                                                                               |                                                                               |                                                                               |                                                                               |                                                                               |                                                                               |                                                                               |
| D4    | Dernière actualisation : — |                                                                               |                                                                               |                                                                               |                                                                               |                                                                               |                                                                               |                                                                               |                                                                               |
| D5    | Saint-Germain — Courcelles ⥋ La Chapelle-Saint-Luc — Chantereigne | Saint-Germain — Courcelles ⥋ La Chapelle-Saint-Luc — Chantereigne             | Saint-Germain — Courcelles ⥋ La Chapelle-Saint-Luc — Chantereigne             | Saint-Germain — Courcelles ⥋ La Chapelle-Saint-Luc — Chantereigne             | Saint-Germain — Courcelles ⥋ La Chapelle-Saint-Luc — Chantereigne             | Saint-Germain — Courcelles ⥋ La Chapelle-Saint-Luc — Chantereigne             | Saint-Germain — Courcelles ⥋ La Chapelle-Saint-Luc — Chantereigne             | Saint-Germain — Courcelles ⥋ La Chapelle-Saint-Luc — Chantereigne             | Saint-Germain — Courcelles ⥋ La Chapelle-Saint-Luc — Chantereigne             |
| D5    | Ouverture / Fermeture 5 septembre 2021 / — | Longueur —                                                                    | Durée —                                                                       | Nb. d’arrêts 49                                                               | Matériel Standards                                                            | Jours de fonctionnement D                                                     | Jour / Soir / Nuit / Fêtes O / N / N / O                                      | Voy. / an —                                                                   | Exploitant TCAT                                                               |
| D5    | Desserte : - Villes et lieux desservis : Saint-Germain, Saint-André-les-Vergers, Troyes et La Chapelle-Saint-Luc - Gare desservie : Gare de Troyes                                                                        |                                                                               |                                                                               |                                                                               |                                                                               |                                                                               |                                                                               |                                                                               |                                                                               |
| D5    | Autre : - Amplitudes horaires : La ligne fonctionne les dimanches et les jours féries de 9 h 30 à 20 h 15. - Particularités : Ligne Gratuite - Date de dernière mise à jour : 4 septembre 2024.                           |                                                                               |                                                                               |                                                                               |                                                                               |                                                                               |                                                                               |                                                                               |                                                                               |
| D5    | Dernière actualisation : — |                                                                               |                                                                               |                                                                               |                                                                               |                                                                               |                                                                               |                                                                               |                                                                               |
| D6    | Chapelle-Saint-Luc — Près de Lyon ⥋ Troyes — Chartreux | Chapelle-Saint-Luc — Près de Lyon ⥋ Troyes — Chartreux                        | Chapelle-Saint-Luc — Près de Lyon ⥋ Troyes — Chartreux                        | Chapelle-Saint-Luc — Près de Lyon ⥋ Troyes — Chartreux                        | Chapelle-Saint-Luc — Près de Lyon ⥋ Troyes — Chartreux                        | Chapelle-Saint-Luc — Près de Lyon ⥋ Troyes — Chartreux                        | Chapelle-Saint-Luc — Près de Lyon ⥋ Troyes — Chartreux                        | Chapelle-Saint-Luc — Près de Lyon ⥋ Troyes — Chartreux                        | Chapelle-Saint-Luc — Près de Lyon ⥋ Troyes — Chartreux                        |
| D6    | Ouverture / Fermeture 5 septembre 2021 / — | Longueur —                                                                    | Durée —                                                                       | Nb. d’arrêts 34                                                               | Matériel Articulés                                                            | Jours de fonctionnement D                                                     | Jour / Soir / Nuit / Fêtes O / N / N / O                                      | Voy. / an —                                                                   | Exploitant TCAT                                                               |
| D6    | Desserte : - Villes et lieux desservis : La Chapelle-Saint-Luc et Troyes - Gare desservie : Gare de Troyes |                                                                               |                                                                               |                                                                               |                                                                               |                                                                               |                                                                               |                                                                               |                                                                               |
| D6    | Autre : - Amplitudes horaires : La ligne fonctionne les dimanches et jours féries de 9 h 30 à 20 h 20. - Particularités : Ligne Gratuite - Date de dernière mise à jour : 4 septembre 2024.                               |                                                                               |                                                                               |                                                                               |                                                                               |                                                                               |                                                                               |                                                                               |                                                                               |
| D6    | Dernière actualisation : — |                                                                               |                                                                               |                                                                               |                                                                               |                                                                               |                                                                               |                                                                               |                                                                               |
| D7    | La Chapelle-Saint-Luc — Chantereigne ⥋ Saint-Parres — Asclépiade | La Chapelle-Saint-Luc — Chantereigne ⥋ Saint-Parres — Asclépiade              | La Chapelle-Saint-Luc — Chantereigne ⥋ Saint-Parres — Asclépiade              | La Chapelle-Saint-Luc — Chantereigne ⥋ Saint-Parres — Asclépiade              | La Chapelle-Saint-Luc — Chantereigne ⥋ Saint-Parres — Asclépiade              | La Chapelle-Saint-Luc — Chantereigne ⥋ Saint-Parres — Asclépiade              | La Chapelle-Saint-Luc — Chantereigne ⥋ Saint-Parres — Asclépiade              | La Chapelle-Saint-Luc — Chantereigne ⥋ Saint-Parres — Asclépiade              | La Chapelle-Saint-Luc — Chantereigne ⥋ Saint-Parres — Asclépiade              |
| D7    | Ouverture / Fermeture 5 septembre 2021 / — | Longueur —                                                                    | Durée —                                                                       | Nb. d’arrêts 38                                                               | Matériel Standards                                                            | Jours de fonctionnement D                                                     | Jour / Soir / Nuit / Fêtes O / N / N / O                                      | Voy. / an —                                                                   | Exploitant TCAT                                                               |
| D7    | Desserte : - Villes et lieux desservis : Troyes, Saint-Parres-aux-Tertres, Sainte-Savine, Les Noës-près-Troyes et La Chapelle-Saint-Luc - Gare desservie : Gare de Troyes                                                 |                                                                               |                                                                               |                                                                               |                                                                               |                                                                               |                                                                               |                                                                               |                                                                               |
| D7    | Autre : - Amplitudes horaires : La ligne fonctionne les dimanches et les jours féries de 9 h 30 à 20 h 0, le samedi jusqu'à 20 h 25. - Particularités : Ligne Gratuite - Date de dernière mise à jour : 4 septembre 2024. |                                                                               |                                                                               |                                                                               |                                                                               |                                                                               |                                                                               |                                                                               |                                                                               |
| D7    | Dernière actualisation : — |                                                                               |                                                                               |                                                                               |                                                                               |                                                                               |                                                                               |                                                                               |                                                                               |

#### Navettes
| Ligne | Caractéristiques | Caractéristiques                                           | Caractéristiques                                           | Caractéristiques                                           | Caractéristiques                                           | Caractéristiques                                           | Caractéristiques                                           | Caractéristiques                                           | Caractéristiques                                           |
| N     | Navette Coeur de Troyes | Navette Coeur de Troyes                                    | Navette Coeur de Troyes                                    | Navette Coeur de Troyes                                    | Navette Coeur de Troyes                                    | Navette Coeur de Troyes                                    | Navette Coeur de Troyes                                    | Navette Coeur de Troyes                                    | Navette Coeur de Troyes                                    |
| N     | (Circulaire) Troyes — Gare Jardins ⥋ Troyes — Gare Jardins | (Circulaire) Troyes — Gare Jardins ⥋ Troyes — Gare Jardins | (Circulaire) Troyes — Gare Jardins ⥋ Troyes — Gare Jardins | (Circulaire) Troyes — Gare Jardins ⥋ Troyes — Gare Jardins | (Circulaire) Troyes — Gare Jardins ⥋ Troyes — Gare Jardins | (Circulaire) Troyes — Gare Jardins ⥋ Troyes — Gare Jardins | (Circulaire) Troyes — Gare Jardins ⥋ Troyes — Gare Jardins | (Circulaire) Troyes — Gare Jardins ⥋ Troyes — Gare Jardins | (Circulaire) Troyes — Gare Jardins ⥋ Troyes — Gare Jardins |
| ----- | --- | ---------------------------------------------------------- | ---------------------------------------------------------- | ---------------------------------------------------------- | ---------------------------------------------------------- | ---------------------------------------------------------- | ---------------------------------------------------------- | ---------------------------------------------------------- | ---------------------------------------------------------- |
| N     | Ouverture / Fermeture 7 août 2023 / — | Longueur —                                                 | Durée —                                                    | Nb. d’arrêts 18                                            | Matériel Navette                                           | Jours de fonctionnement L, Ma, Me, J, V, S, D              | Jour / Soir / Nuit / Fêtes O / N / N / O                   | Voy. / an —                                                | Exploitant TCAT                                            |
| N     | Desserte : - Villes et lieux desservis : Troyes - Gare desservie : Gare de Troyes |                                                            |                                                            |                                                            |                                                            |                                                            |                                                            |                                                            |                                                            |
| N     | Autre : - Amplitudes horaires : La ligne fonctionne du lundi au Dimanche de 7 h 6 min 30 s à 20 h -19 min 30 s. - Particularités : Navette gratuite. Passage toutes les 8 minutes en semaine et toutes les 30 minutes le dimanche - Date de dernière mise à jour : 4 septembre 2024. |                                                            |                                                            |                                                            |                                                            |                                                            |                                                            |                                                            |                                                            |
| N     | Dernière actualisation : — |                                                            |                                                            |                                                            |                                                            |                                                            |                                                            |                                                            |                                                            |
| 10    | Navette étudiante | Navette étudiante                                          | Navette étudiante                                          | Navette étudiante                                          | Navette étudiante                                          | Navette étudiante                                          | Navette étudiante                                          | Navette étudiante                                          | Navette étudiante                                          |
| 10    | (Circulaire) Troyes — Halle ⥋ Troyes — Chartreux via le centre-ville, le Technopôle et les différents campus de la ville. |                                                            |                                                            |                                                            |                                                            |                                                            |                                                            |                                                            |                                                            |
| 10    | Ouverture / Fermeture 4 septembre 2017 / — | Longueur —                                                 | Durée —                                                    | Nb. d’arrêts 35                                            | Matériel Standards                                         | Jours de fonctionnement L, Ma, Me, J, V                    | Jour / Soir / Nuit / Fêtes O / O / N / N                   | Voy. / an —                                                | Exploitant TCAT                                            |
| 10    | Desserte : - Villes et lieux desservis : Troyes, Rosières-près-Troyes, Saint-Julien-les-Villas - Gare desservie : Gare de Troyes |                                                            |                                                            |                                                            |                                                            |                                                            |                                                            |                                                            |                                                            |
| 10    | Autre : - Amplitudes horaires : La ligne fonctionne du lundi au vendredi de 7 h à 23 h. - Particularités : Ne circule pas les jours fériés et durant les mois de Juillet et Août - Date de dernière mise à jour : 4 septembre 2024.                                                  |                                                            |                                                            |                                                            |                                                            |                                                            |                                                            |                                                            |                                                            |
| 10    | Dernière actualisation : — |                                                            |                                                            |                                                            |                                                            |                                                            |                                                            |                                                            |                                                            |
| 102   | Navette Payns | Navette Payns                                              | Navette Payns                                              | Navette Payns                                              | Navette Payns                                              | Navette Payns                                              | Navette Payns                                              | Navette Payns                                              | Navette Payns                                              |
| 102   | Troyes — Fontaine ⥋ Barberey — Centre Cial Barberey |                                                            |                                                            |                                                            |                                                            |                                                            |                                                            |                                                            |                                                            |
| 102   | Ouverture / Fermeture — / — | Longueur —                                                 | Durée —                                                    | Nb. d’arrêts 38                                            | Matériel Autocars                                          | Jours de fonctionnement L, Ma, Me, J, V, S                 | Jour / Soir / Nuit / Fêtes O / N / N / N                   | Voy. / an —                                                | Exploitant TCAT                                            |
| 102   | Desserte : - Villes et lieux desservis : Troyes, Pont-Sainte-Marie, Lavau, Sainte-Maure, Saint-Benoît-sur-Seine, Mergey, Villacerf, Payns, Saint-Lyé, Barberey-Saint-Sulpice - Gare desservie : Aucune                                                                               |                                                            |                                                            |                                                            |                                                            |                                                            |                                                            |                                                            |                                                            |
| 102   | Autre : - Amplitudes horaires : La ligne fonctionne du lundi au samedi de 12 h 24 à 18 h 33. - Particularités : - Seulement 3 Aller-Retour du lundi au samedi - Date de dernière mise à jour : 4 septembre 2024.                                                                     |                                                            |                                                            |                                                            |                                                            |                                                            |                                                            |                                                            |                                                            |
| 102   | Dernière actualisation : — |                                                            |                                                            |                                                            |                                                            |                                                            |                                                            |                                                            |                                                            |
| 101   | Troyes — Gare ⥋ Lavau — Palis | Troyes — Gare ⥋ Lavau — Palis                              | Troyes — Gare ⥋ Lavau — Palis                              | Troyes — Gare ⥋ Lavau — Palis                              | Troyes — Gare ⥋ Lavau — Palis                              | Troyes — Gare ⥋ Lavau — Palis                              | Troyes — Gare ⥋ Lavau — Palis                              | Troyes — Gare ⥋ Lavau — Palis                              | Troyes — Gare ⥋ Lavau — Palis                              |
| 101   | Ouverture / Fermeture 8 janvier 2024 / — | Longueur —                                                 | Durée —                                                    | Nb. d’arrêts 4                                             | Matériel Taxi                                              | Jours de fonctionnement L, Ma, Me, J, V, S                 | Jour / Soir / Nuit / Fêtes O / N / N / N                   | Voy. / an —                                                | Exploitant TCAT                                            |
| 101   | Desserte : - Villes et lieux desservis : Troyes - Gare desservie : Gare de Troyes |                                                            |                                                            |                                                            |                                                            |                                                            |                                                            |                                                            |                                                            |
| 101   | Autre : - Amplitudes horaires : La ligne fonctionne du lundi au samedi de 6 h 14 à 19 h 10. - Particularités : Desservant la prison de Lavau - Date de dernière mise à jour : 4 septembre 2024.                                                                                      |                                                            |                                                            |                                                            |                                                            |                                                            |                                                            |                                                            |                                                            |
| 101   | Dernière actualisation : — |                                                            |                                                            |                                                            |                                                            |                                                            |                                                            |                                                            |                                                            |

#### Lignes supprimées
| Ligne | Caractéristiques | Caractéristiques                                                 | Caractéristiques                                                 | Caractéristiques                                                 | Caractéristiques                                                 | Caractéristiques                                                 | Caractéristiques                                                 | Caractéristiques                                                 | Caractéristiques                                                 |
| 13    | Troyes — Fontaine ⥋ Payns — Hugues de Payns | Troyes — Fontaine ⥋ Payns — Hugues de Payns                      | Troyes — Fontaine ⥋ Payns — Hugues de Payns                      | Troyes — Fontaine ⥋ Payns — Hugues de Payns                      | Troyes — Fontaine ⥋ Payns — Hugues de Payns                      | Troyes — Fontaine ⥋ Payns — Hugues de Payns                      | Troyes — Fontaine ⥋ Payns — Hugues de Payns                      | Troyes — Fontaine ⥋ Payns — Hugues de Payns                      | Troyes — Fontaine ⥋ Payns — Hugues de Payns                      |
| ----- | --- | ---------------------------------------------------------------- | ---------------------------------------------------------------- | ---------------------------------------------------------------- | ---------------------------------------------------------------- | ---------------------------------------------------------------- | ---------------------------------------------------------------- | ---------------------------------------------------------------- | ---------------------------------------------------------------- |
| 13    | Ouverture / Fermeture 7 janvier 2019 / 1er septembre 2022 | Longueur —                                                       | Durée —                                                          | Nb. d’arrêts 24                                                  | Matériel Standards                                               | Jours de fonctionnement L, Ma, Me, J, V, S                       | Jour / Soir / Nuit / Fêtes O / N / N / N                         | Voy. / an —                                                      | Exploitant TCAT                                                  |
| 13    | Desserte : - Villes et lieux desservis : Troyes, La Chapelle-Saint-Luc, Barberey-Saint-Sulpice, Saint-Lyé et Payns. - Gare desservie : Aucune. |                                                                  |                                                                  |                                                                  |                                                                  |                                                                  |                                                                  |                                                                  |                                                                  |
| 13    | Autre : - Amplitudes horaires : La ligne fonctionnait du lundi au samedi de 7 h 15 à 19 h 45 environ. - Particularités : - Date de dernière mise à jour : 13 juillet 2022. |                                                                  |                                                                  |                                                                  |                                                                  |                                                                  |                                                                  |                                                                  |                                                                  |
| 13    | Dernière actualisation : — |                                                                  |                                                                  |                                                                  |                                                                  |                                                                  |                                                                  |                                                                  |                                                                  |
| 9A    | Troyes — Halle ⥋ Troyes — Parc de la Fontaine (Aller Uniquement) | Troyes — Halle ⥋ Troyes — Parc de la Fontaine (Aller Uniquement) | Troyes — Halle ⥋ Troyes — Parc de la Fontaine (Aller Uniquement) | Troyes — Halle ⥋ Troyes — Parc de la Fontaine (Aller Uniquement) | Troyes — Halle ⥋ Troyes — Parc de la Fontaine (Aller Uniquement) | Troyes — Halle ⥋ Troyes — Parc de la Fontaine (Aller Uniquement) | Troyes — Halle ⥋ Troyes — Parc de la Fontaine (Aller Uniquement) | Troyes — Halle ⥋ Troyes — Parc de la Fontaine (Aller Uniquement) | Troyes — Halle ⥋ Troyes — Parc de la Fontaine (Aller Uniquement) |
| 9A    | Ouverture / Fermeture — / 1er septembre 2022 | Longueur —                                                       | Durée —                                                          | Nb. d’arrêts 11                                                  | Matériel Taxi                                                    | Jours de fonctionnement L, Ma, Me, J                             | Jour / Soir / Nuit / Fêtes O / O / N / N                         | Voy. / an —                                                      | Exploitant TCAT                                                  |
| 9A    | Desserte : - Villes et lieux desservis : Troyes - Gare desservie : Aucune. |                                                                  |                                                                  |                                                                  |                                                                  |                                                                  |                                                                  |                                                                  |                                                                  |
| 9A    | Autre : - Amplitudes horaires : La ligne fonctionnait uniquement les lundis, mardis, jeudis et vendredis en fin d'après-midi avec un unique départ à 16 h 30 du centre-ville vers le parc de la fontaine. - Particularités : - Date de dernière mise à jour : 23 novembre 2022. |                                                                  |                                                                  |                                                                  |                                                                  |                                                                  |                                                                  |                                                                  |                                                                  |
| 9A    | Dernière actualisation : — |                                                                  |                                                                  |                                                                  |                                                                  |                                                                  |                                                                  |                                                                  |                                                                  |

### Lignes Flex'Agglo
| Ligne | Caractéristiques | Caractéristiques                                                                                       | Caractéristiques                                                                                       | Caractéristiques                                                                                       | Caractéristiques                                                                                       | Caractéristiques                                                                                       | Caractéristiques                                                                                       | Caractéristiques                                                                                       | Caractéristiques                                                                                       |
| 1A    | Vauchassis — Hurpeaux ⥋ Sainte-Savine — Parc du Grand Troyes / Rivière-de-Corps — Centre Administratif | Vauchassis — Hurpeaux ⥋ Sainte-Savine — Parc du Grand Troyes / Rivière-de-Corps — Centre Administratif | Vauchassis — Hurpeaux ⥋ Sainte-Savine — Parc du Grand Troyes / Rivière-de-Corps — Centre Administratif | Vauchassis — Hurpeaux ⥋ Sainte-Savine — Parc du Grand Troyes / Rivière-de-Corps — Centre Administratif | Vauchassis — Hurpeaux ⥋ Sainte-Savine — Parc du Grand Troyes / Rivière-de-Corps — Centre Administratif | Vauchassis — Hurpeaux ⥋ Sainte-Savine — Parc du Grand Troyes / Rivière-de-Corps — Centre Administratif | Vauchassis — Hurpeaux ⥋ Sainte-Savine — Parc du Grand Troyes / Rivière-de-Corps — Centre Administratif | Vauchassis — Hurpeaux ⥋ Sainte-Savine — Parc du Grand Troyes / Rivière-de-Corps — Centre Administratif | Vauchassis — Hurpeaux ⥋ Sainte-Savine — Parc du Grand Troyes / Rivière-de-Corps — Centre Administratif |
| ----- | --- | --- | --- | --- | --- | --- | --- | --- | --- |
| 1A    | Ouverture / Fermeture 2013 / — | Longueur —                                                                                             | Durée —                                                                                                | Nb. d’arrêts 18                                                                                        | Matériel Taxi                                                                                          | Jours de fonctionnement L, Ma, Me, J, V, S                                                             | Jour / Soir / Nuit / Fêtes O / N / N / N                                                               | Voy. / an —                                                                                            | Exploitant TCAT                                                                                        |
| 1A    | Desserte : - Villes et lieux desservis : Vauchassis, Prugny, Torvilliers et Sainte-Savine - Gare desservie : Aucune. | | | | | | | | |
| 1A    | Autre : - Amplitudes horaires : La ligne fonctionne du lundi au vendredi de 6 h 15 à 20 h et le samedi de 6 h 30 à 14 h 30 environ. - Particularités : La ligne fonctionne sur réservation et en période scolaire uniquement depuis le 1er septembre 2016. Les horaires sont conçus de façon à assurer une correspondance avec la ligne 1. - Date de dernière mise à jour : 23 novembre 2022. | | | | | | | | |
| 1A    | Dernière actualisation : — | | | | | | | | |
| 1B    | Vauchassis — Hurpeaux ⥋ Rivière-de-Corps — Centre administratif / Sainte-Savine — Parc de Grand Troyes | Vauchassis — Hurpeaux ⥋ Rivière-de-Corps — Centre administratif / Sainte-Savine — Parc de Grand Troyes | Vauchassis — Hurpeaux ⥋ Rivière-de-Corps — Centre administratif / Sainte-Savine — Parc de Grand Troyes | Vauchassis — Hurpeaux ⥋ Rivière-de-Corps — Centre administratif / Sainte-Savine — Parc de Grand Troyes | Vauchassis — Hurpeaux ⥋ Rivière-de-Corps — Centre administratif / Sainte-Savine — Parc de Grand Troyes | Vauchassis — Hurpeaux ⥋ Rivière-de-Corps — Centre administratif / Sainte-Savine — Parc de Grand Troyes | Vauchassis — Hurpeaux ⥋ Rivière-de-Corps — Centre administratif / Sainte-Savine — Parc de Grand Troyes | Vauchassis — Hurpeaux ⥋ Rivière-de-Corps — Centre administratif / Sainte-Savine — Parc de Grand Troyes | Vauchassis — Hurpeaux ⥋ Rivière-de-Corps — Centre administratif / Sainte-Savine — Parc de Grand Troyes |
| 1B    | Ouverture / Fermeture 1er septembre 2016, / — | Longueur —                                                                                             | Durée —                                                                                                | Nb. d’arrêts 18                                                                                        | Matériel Taxi                                                                                          | Jours de fonctionnement L, Ma, Me, J, V, S                                                             | Jour / Soir / Nuit / Fêtes O / N / N / N                                                               | Voy. / an —                                                                                            | Exploitant TCAT                                                                                        |
| 1B    | Desserte : - Villes et lieux desservis : Vauchassis, Prugny, Torvilliers et La Rivière-de-Corps - Gare desservie : Aucune. | | | | | | | | |
| 1B    | Autre : - Amplitudes horaires : La ligne fonctionne du lundi au vendredi de 9 h à 18 h 45 et le samedi de 8 h 50 à 20 h environ. - Particularités : La ligne fonctionne sur réservation et en période scolaire uniquement. Les horaires sont conçus de façon à assurer une correspondance avec la ligne 1. - Date de dernière mise à jour : 23 novembre 2022. | | | | | | | | |
| 1B    | Dernière actualisation : — | | | | | | | | |
| 1C    | Messon — Errey ⥋ Sainte-Savine — Parc du Grand Troyes / Rivière-de-Corps — Centre administratif | Messon — Errey ⥋ Sainte-Savine — Parc du Grand Troyes / Rivière-de-Corps — Centre administratif        | Messon — Errey ⥋ Sainte-Savine — Parc du Grand Troyes / Rivière-de-Corps — Centre administratif        | Messon — Errey ⥋ Sainte-Savine — Parc du Grand Troyes / Rivière-de-Corps — Centre administratif        | Messon — Errey ⥋ Sainte-Savine — Parc du Grand Troyes / Rivière-de-Corps — Centre administratif        | Messon — Errey ⥋ Sainte-Savine — Parc du Grand Troyes / Rivière-de-Corps — Centre administratif        | Messon — Errey ⥋ Sainte-Savine — Parc du Grand Troyes / Rivière-de-Corps — Centre administratif        | Messon — Errey ⥋ Sainte-Savine — Parc du Grand Troyes / Rivière-de-Corps — Centre administratif        | Messon — Errey ⥋ Sainte-Savine — Parc du Grand Troyes / Rivière-de-Corps — Centre administratif        |
| 1C    | Ouverture / Fermeture 7 janvier 2019 / — | Longueur —                                                                                             | Durée —                                                                                                | Nb. d’arrêts 9                                                                                         | Matériel Taxi                                                                                          | Jours de fonctionnement L, Ma, Me, J, V, S                                                             | Jour / Soir / Nuit / Fêtes O / N / N / N                                                               | Voy. / an —                                                                                            | Exploitant TCAT                                                                                        |
| 1C    | Desserte : - Villes et lieux desservis : Messon, Montgueux (La Grange-au-Rez), Torvilliers, Sainte-Savine et La Rivière-de-Corps - Gare desservie : Aucune. | | | | | | | | |
| 1C    | Autre : - Amplitudes horaires : La ligne fonctionne du lundi au vendredi de 6 h à 19 h 30 et le samedi de 6 h 15 à 20 h 30 environ. - Particularités : La ligne fonctionne sur réservation et en période scolaire uniquement. Les horaires sont conçus de façon à assurer une correspondance avec la ligne 1. - Date de dernière mise à jour : 23 novembre 2022. | | | | | | | | |
| 1C    | Dernière actualisation : — | | | | | | | | |
| 2A    | Buchères — Mairie ⥋ Fresnoy-le-Château — Haut Chêne | Buchères — Mairie ⥋ Fresnoy-le-Château — Haut Chêne                                                    | Buchères — Mairie ⥋ Fresnoy-le-Château — Haut Chêne                                                    | Buchères — Mairie ⥋ Fresnoy-le-Château — Haut Chêne                                                    | Buchères — Mairie ⥋ Fresnoy-le-Château — Haut Chêne                                                    | Buchères — Mairie ⥋ Fresnoy-le-Château — Haut Chêne                                                    | Buchères — Mairie ⥋ Fresnoy-le-Château — Haut Chêne                                                    | Buchères — Mairie ⥋ Fresnoy-le-Château — Haut Chêne                                                    | Buchères — Mairie ⥋ Fresnoy-le-Château — Haut Chêne                                                    |
| 2A    | Ouverture / Fermeture 2014 / — | Longueur —                                                                                             | Durée —                                                                                                | Nb. d’arrêts 20                                                                                        | Matériel Taxi                                                                                          | Jours de fonctionnement L, Ma, Me, J, V, S                                                             | Jour / Soir / Nuit / Fêtes O / N / N / N                                                               | Voy. / an —                                                                                            | Exploitant TCAT                                                                                        |
| 2A    | Desserte : - Villes et lieux desservis : Buchères, Verrières, Clérey et Fresnoy-le-Château - Gare desservie : Aucune. | | | | | | | | |
| 2A    | Autre : - Amplitudes horaires : La ligne fonctionne du lundi au vendredi de 6 h 10 à 20 h 5 et le samedi de 6 h 25 à 20 h environ. - Particularités : - La ligne fonctionne sur réservation et en période scolaire uniquement depuis le 27 février 2017. Les horaires sont conçus de façon à assurer une correspondance avec la ligne 2. - Du lundi au vendredi, un bus part de l'arrêt Futaies à 6 h 51 et dessert Verrières avant de rejoindre l'itinéraire de la ligne 2 à partir de l'arrêt Mairie Buchères jusqu'au terminus de Près de Lyon. - Date de dernière mise à jour : 23 novembre 2022.                 | | | | | | | | |
| 2A    | Dernière actualisation : — | | | | | | | | |
| 2B    | Buchères — Mairie ⥋ Saint-Thibault — Voves | Buchères — Mairie ⥋ Saint-Thibault — Voves                                                             | Buchères — Mairie ⥋ Saint-Thibault — Voves                                                             | Buchères — Mairie ⥋ Saint-Thibault — Voves                                                             | Buchères — Mairie ⥋ Saint-Thibault — Voves                                                             | Buchères — Mairie ⥋ Saint-Thibault — Voves                                                             | Buchères — Mairie ⥋ Saint-Thibault — Voves                                                             | Buchères — Mairie ⥋ Saint-Thibault — Voves                                                             | Buchères — Mairie ⥋ Saint-Thibault — Voves                                                             |
| 2B    | Ouverture / Fermeture 2014 / — | Longueur —                                                                                             | Durée —                                                                                                | Nb. d’arrêts 11                                                                                        | Matériel Taxi                                                                                          | Jours de fonctionnement L, Ma, Me, J, V, S                                                             | Jour / Soir / Nuit / Fêtes O / N / N / N                                                               | Voy. / an —                                                                                            | Exploitant TCAT                                                                                        |
| 2B    | Desserte : - Villes et lieux desservis : Buchères, Isle-Aumont et Saint-Thibault - Gare desservie : Aucune. | | | | | | | | |
| 2B    | Autre : - Amplitudes horaires : La ligne fonctionne du lundi au vendredi de 6 h 25 à 19 h 55 et le samedi de 6 h 35 à 19 h 50 environ. - Particularités : - La ligne fonctionne sur réservation et en période scolaire uniquement depuis le 27 février 2017. Les horaires sont conçus de façon à assurer une correspondance avec la ligne 2. - Du lundi au vendredi, un bus commun avec la ligne 2C part de l'arrêt Stade Saint-Thibault à 6 h 45 et dessert Saint-Thibault, Isle-Aumont et Moussey à destination de Bréviandes en correspondance avec la ligne 2. - Date de dernière mise à jour : 23 novembre 2022. | | | | | | | | |
| 2B    | Dernière actualisation : — | | | | | | | | |
| 2C    | Buchères — Mairie ⥋ Moussey — Marche | Buchères — Mairie ⥋ Moussey — Marche                                                                   | Buchères — Mairie ⥋ Moussey — Marche                                                                   | Buchères — Mairie ⥋ Moussey — Marche                                                                   | Buchères — Mairie ⥋ Moussey — Marche                                                                   | Buchères — Mairie ⥋ Moussey — Marche                                                                   | Buchères — Mairie ⥋ Moussey — Marche                                                                   | Buchères — Mairie ⥋ Moussey — Marche                                                                   | Buchères — Mairie ⥋ Moussey — Marche                                                                   |
| 2C    | Ouverture / Fermeture 2014 / — | Longueur —                                                                                             | Durée —                                                                                                | Nb. d’arrêts 8                                                                                         | Matériel Taxi                                                                                          | Jours de fonctionnement L, Ma, Me, J, V, S                                                             | Jour / Soir / Nuit / Fêtes O / N / N / N                                                               | Voy. / an —                                                                                            | Exploitant TCAT                                                                                        |
| 2C    | Desserte : - Villes et lieux desservis : Buchères et Moussey - Gare desservie : Aucune. | | | | | | | | |
| 2C    | Autre : - Amplitudes horaires : La ligne fonctionne du lundi au vendredi de 6 h 35 à 19 h 45 et le samedi de 6 h 45 à 19 h 40 environ. - Particularités : - La ligne fonctionne sur réservation et en période scolaire uniquement depuis le 27 février 2017. Les horaires sont conçus de façon à assurer une correspondance avec la ligne 2. - Du lundi au vendredi, un bus commun avec la ligne 2B part de l'arrêt Stade Saint-Thibault à 6 h 45 et dessert Saint-Thibault, Isle-Aumont et Moussey à destination de Bréviandes en correspondance avec la ligne 2. - Date de dernière mise à jour : 23 novembre 2022. | | | | | | | | |
| 2C    | Dernière actualisation : — | | | | | | | | |
| 5A    | Laines-aux-Bois — Grandes Vallées ⥋ Saint-Germain — Pont de l'Arche | Laines-aux-Bois — Grandes Vallées ⥋ Saint-Germain — Pont de l'Arche                                    | Laines-aux-Bois — Grandes Vallées ⥋ Saint-Germain — Pont de l'Arche                                    | Laines-aux-Bois — Grandes Vallées ⥋ Saint-Germain — Pont de l'Arche                                    | Laines-aux-Bois — Grandes Vallées ⥋ Saint-Germain — Pont de l'Arche                                    | Laines-aux-Bois — Grandes Vallées ⥋ Saint-Germain — Pont de l'Arche                                    | Laines-aux-Bois — Grandes Vallées ⥋ Saint-Germain — Pont de l'Arche                                    | Laines-aux-Bois — Grandes Vallées ⥋ Saint-Germain — Pont de l'Arche                                    | Laines-aux-Bois — Grandes Vallées ⥋ Saint-Germain — Pont de l'Arche                                    |
| 5A    | Ouverture / Fermeture 1er septembre 2016, / — | Longueur —                                                                                             | Durée —                                                                                                | Nb. d’arrêts 17                                                                                        | Matériel Taxi                                                                                          | Jours de fonctionnement L, Ma, Me, J, V, S                                                             | Jour / Soir / Nuit / Fêtes O / N / N / N                                                               | Voy. / an —                                                                                            | Exploitant TCAT                                                                                        |
| 5A    | Desserte : - Villes et lieux desservis : Laines-aux-Bois et Saint-Germain - Gare desservie : Aucune. | | | | | | | | |
| 5A    | Autre : - Amplitudes horaires : La ligne fonctionne du lundi au vendredi de 6 h 25 à 19 h 45 et le samedi de 6 h 10 à 19 h 50 environ. - Particularités : La ligne fonctionne sur réservation et en période scolaire uniquement. Les horaires sont conçus de façon à assurer une correspondance avec la ligne 5. - Date de dernière mise à jour : 23 novembre 2022. | | | | | | | | |
| 5A    | Dernière actualisation : — | | | | | | | | |
| 5B    | Saint-Pouange — Bleuze ⥋ Saint-Germain — Pont de l'Arche | Saint-Pouange — Bleuze ⥋ Saint-Germain — Pont de l'Arche                                               | Saint-Pouange — Bleuze ⥋ Saint-Germain — Pont de l'Arche                                               | Saint-Pouange — Bleuze ⥋ Saint-Germain — Pont de l'Arche                                               | Saint-Pouange — Bleuze ⥋ Saint-Germain — Pont de l'Arche                                               | Saint-Pouange — Bleuze ⥋ Saint-Germain — Pont de l'Arche                                               | Saint-Pouange — Bleuze ⥋ Saint-Germain — Pont de l'Arche                                               | Saint-Pouange — Bleuze ⥋ Saint-Germain — Pont de l'Arche                                               | Saint-Pouange — Bleuze ⥋ Saint-Germain — Pont de l'Arche                                               |
| 5B    | Ouverture / Fermeture 7 janvier 2019 / — | Longueur —                                                                                             | Durée —                                                                                                | Nb. d’arrêts 16                                                                                        | Matériel Taxi                                                                                          | Jours de fonctionnement L, Ma, Me, J, V, S                                                             | Jour / Soir / Nuit / Fêtes O / N / N / N                                                               | Voy. / an —                                                                                            | Exploitant TCAT                                                                                        |
| 5B    | Desserte : - Villes et lieux desservis : Saint-Pouange et Saint-Germain - Gare desservie : Aucune. | | | | | | | | |
| 5B    | Autre : - Amplitudes horaires : La ligne fonctionne du lundi au vendredi de 6 h 25 à 19 h 45 et le samedi de 6 h 10 à 19 h 50 environ. - Particularités : La ligne fonctionne sur réservation et en période scolaire uniquement. Les horaires sont conçus de façon à assurer une correspondance avec la ligne 5. - Date de dernière mise à jour : 23 novembre 2022. | | | | | | | | |
| 5B    | Dernière actualisation : — | | | | | | | | |
| 6A    | Macey — Suchet ⥋ La Chapelle-Saint-Luc — Centre commercial | Macey — Suchet ⥋ La Chapelle-Saint-Luc — Centre commercial                                             | Macey — Suchet ⥋ La Chapelle-Saint-Luc — Centre commercial                                             | Macey — Suchet ⥋ La Chapelle-Saint-Luc — Centre commercial                                             | Macey — Suchet ⥋ La Chapelle-Saint-Luc — Centre commercial                                             | Macey — Suchet ⥋ La Chapelle-Saint-Luc — Centre commercial                                             | Macey — Suchet ⥋ La Chapelle-Saint-Luc — Centre commercial                                             | Macey — Suchet ⥋ La Chapelle-Saint-Luc — Centre commercial                                             | Macey — Suchet ⥋ La Chapelle-Saint-Luc — Centre commercial                                             |
| 6A    | Ouverture / Fermeture 7 janvier 2019 / — | Longueur —                                                                                             | Durée —                                                                                                | Nb. d’arrêts 11                                                                                        | Matériel Taxi                                                                                          | Jours de fonctionnement L, Ma, Me, J, V, S                                                             | Jour / Soir / Nuit / Fêtes O / N / N / N                                                               | Voy. / an —                                                                                            | Exploitant TCAT                                                                                        |
| 6A    | Desserte : - Villes et lieux desservis : Macey, Saint-Lyé (Grange-l'Évêque) et La Chapelle-Saint-Luc - Gare desservie : Aucune. | | | | | | | | |
| 6A    | Autre : - Amplitudes horaires : La ligne fonctionne du lundi au vendredi de 6 h 25 à 20 h et le samedi de 6 h 45 à 20 h 5 environ. - Particularités : La ligne fonctionne sur réservation et en période scolaire uniquement. Les horaires sont conçus de façon à assurer une correspondance avec la ligne 6. - Date de dernière mise à jour : 23 novembre 2022. | | | | | | | | |
| 6A    | Dernière actualisation : — | | | | | | | | |
| 6B    | Montgueux — Moulin Brûlé ⥋ La Chapelle-Saint-Luc — Centre commercial | Montgueux — Moulin Brûlé ⥋ La Chapelle-Saint-Luc — Centre commercial                                   | Montgueux — Moulin Brûlé ⥋ La Chapelle-Saint-Luc — Centre commercial                                   | Montgueux — Moulin Brûlé ⥋ La Chapelle-Saint-Luc — Centre commercial                                   | Montgueux — Moulin Brûlé ⥋ La Chapelle-Saint-Luc — Centre commercial                                   | Montgueux — Moulin Brûlé ⥋ La Chapelle-Saint-Luc — Centre commercial                                   | Montgueux — Moulin Brûlé ⥋ La Chapelle-Saint-Luc — Centre commercial                                   | Montgueux — Moulin Brûlé ⥋ La Chapelle-Saint-Luc — Centre commercial                                   | Montgueux — Moulin Brûlé ⥋ La Chapelle-Saint-Luc — Centre commercial                                   |
| 6B    | Ouverture / Fermeture 7 janvier 2019 / — | Longueur —                                                                                             | Durée —                                                                                                | Nb. d’arrêts 6                                                                                         | Matériel Taxi                                                                                          | Jours de fonctionnement L, Ma, Me, J, V, S                                                             | Jour / Soir / Nuit / Fêtes O / N / N / N                                                               | Voy. / an —                                                                                            | Exploitant TCAT                                                                                        |
| 6B    | Desserte : - Villes et lieux desservis : Montgueux et La Chapelle-Saint-Luc - Gare desservie : Aucune. | | | | | | | | |
| 6B    | Autre : - Amplitudes horaires : La ligne fonctionne du lundi au vendredi de 6 h 30 à 19 h 55 et le samedi de 7 h 5 à 20 h environ. - Particularités : La ligne fonctionne sur réservation et en période scolaire uniquement. Les horaires sont conçus de façon à assurer une correspondance avec la ligne 6. - Date de dernière mise à jour : 23 novembre 2022. | | | | | | | | |
| 6B    | Dernière actualisation : — | | | | | | | | |
| 7A    | Saint-Parres-aux-Tertres — Centre commercial ⥋ Bouranton — Bas de la Voie | Saint-Parres-aux-Tertres — Centre commercial ⥋ Bouranton — Bas de la Voie                              | Saint-Parres-aux-Tertres — Centre commercial ⥋ Bouranton — Bas de la Voie                              | Saint-Parres-aux-Tertres — Centre commercial ⥋ Bouranton — Bas de la Voie                              | Saint-Parres-aux-Tertres — Centre commercial ⥋ Bouranton — Bas de la Voie                              | Saint-Parres-aux-Tertres — Centre commercial ⥋ Bouranton — Bas de la Voie                              | Saint-Parres-aux-Tertres — Centre commercial ⥋ Bouranton — Bas de la Voie                              | Saint-Parres-aux-Tertres — Centre commercial ⥋ Bouranton — Bas de la Voie                              | Saint-Parres-aux-Tertres — Centre commercial ⥋ Bouranton — Bas de la Voie                              |
| 7A    | Ouverture / Fermeture 26 février 2018 / — | Longueur —                                                                                             | Durée —                                                                                                | Nb. d’arrêts 14                                                                                        | Matériel Taxi                                                                                          | Jours de fonctionnement L, Ma, Me, J, V, S                                                             | Jour / Soir / Nuit / Fêtes O / N / N / N                                                               | Voy. / an —                                                                                            | Exploitant TCAT                                                                                        |
| 7A    | Desserte : - Villes et lieux desservis : Saint-Parres-aux-Tertres, Villechétif et Bouranton - Gare desservie : Aucune. | | | | | | | | |
| 7A    | Autre : - Amplitudes horaires : La ligne fonctionne du lundi au vendredi de 6 h 35 à 19 h 50 et le samedi de 6 h 30 à 19 h 45 environ. - Particularités : La ligne fonctionne sur réservation et en période scolaire uniquement. Les horaires sont conçus de façon à assurer une correspondance avec la ligne 7. - Date de dernière mise à jour : 23 novembre 2022. | | | | | | | | |
| 7A    | Dernière actualisation : — | | | | | | | | |
| 7B    | Saint-Parres-aux-Tertres — Centre commercial ⥋ Laubressel — Champigny | Saint-Parres-aux-Tertres — Centre commercial ⥋ Laubressel — Champigny                                  | Saint-Parres-aux-Tertres — Centre commercial ⥋ Laubressel — Champigny                                  | Saint-Parres-aux-Tertres — Centre commercial ⥋ Laubressel — Champigny                                  | Saint-Parres-aux-Tertres — Centre commercial ⥋ Laubressel — Champigny                                  | Saint-Parres-aux-Tertres — Centre commercial ⥋ Laubressel — Champigny                                  | Saint-Parres-aux-Tertres — Centre commercial ⥋ Laubressel — Champigny                                  | Saint-Parres-aux-Tertres — Centre commercial ⥋ Laubressel — Champigny                                  | Saint-Parres-aux-Tertres — Centre commercial ⥋ Laubressel — Champigny                                  |
| 7B    | Ouverture / Fermeture 26 février 2018 / — | Longueur —                                                                                             | Durée —                                                                                                | Nb. d’arrêts 14                                                                                        | Matériel Taxi                                                                                          | Jours de fonctionnement L, Ma, Me, J, V, S                                                             | Jour / Soir / Nuit / Fêtes O / N / N / N                                                               | Voy. / an —                                                                                            | Exploitant TCAT                                                                                        |
| 7B    | Desserte : - Villes et lieux desservis : Saint-Parres-aux-Tertres, Ruvigny, Thennelières et Laubressel - Gare desservie : Aucune. | | | | | | | | |
| 7B    | Autre : - Amplitudes horaires : La ligne fonctionne du lundi au samedi de 6 h 20 à 20 h environ. - Particularités : La ligne fonctionne sur réservation et en période scolaire uniquement. Les horaires sont conçus de façon à assurer une correspondance avec la ligne 7. - Date de dernière mise à jour : 23 novembre 2022. | | | | | | | | |
| 7B    | Dernière actualisation : — | | | | | | | | |
| Ci    | Cimetière intercommunal | Cimetière intercommunal                                                                                | Cimetière intercommunal                                                                                | Cimetière intercommunal                                                                                | Cimetière intercommunal                                                                                | Cimetière intercommunal                                                                                | Cimetière intercommunal                                                                                | Cimetière intercommunal                                                                                | Cimetière intercommunal                                                                                |
| Ci    | Troyes — Halle ⥋ Saint-André-les-Vergers — Cimetière intercommunal | | | | | | | | |
| Ci    | Ouverture / Fermeture 4 septembre 2017 / — | Longueur —                                                                                             | Durée —                                                                                                | Nb. d’arrêts 12                                                                                        | Matériel Taxi                                                                                          | Jours de fonctionnement L, Ma, Me, J, V, S, D                                                          | Jour / Soir / Nuit / Fêtes O / N / N / O                                                               | Voy. / an —                                                                                            | Exploitant TCAT                                                                                        |
| Ci    | Desserte : - Villes et lieux desservis : Troyes, Saint-André-les-Vergers et Rosières-près-Troyes - Gare desservie : Aucune. | | | | | | | | |
| Ci    | Autre : - Amplitudes horaires : La ligne fonctionne tous les jours de 9 h 25 à 16 h 45 environ. - Particularités : La ligne fonctionne sur réservation uniquement. - Date de dernière mise à jour : 23 novembre 2022. | | | | | | | | |
| Ci    | Dernière actualisation : — | | | | | | | | |

### Lignes à vocation scolaire
| Ligne | Trajet | Villes et lieux desservis                                                | Date de mise en service | Matériel roulant | Jours de fonctionnement | Exploitant |
| ----- | --- | ------------------------------------------------------------------------ | ----------------------- | ---------------- | ----------------------- | ---------- |
| 21    | Pont-Sainte-Marie — Eurêka ↔ Troyes — Chartreux                                                                                               | Troyes et Pont-Sainte-Marie                                              | —                       | Standards        | L, Ma, Me, J, V         | TCAT       |
| 22    | Chapelle-Saint-Luc — Weil ↔ Sainte-Savine — Campus Herriot                                                                                    | La Chapelle-Saint-Luc et Sainte-Savine                                   | —                       | Standards        | L, Ma, Me, J, V         | TCAT       |
| 23    | Saint-André — Comte ↔ Sainte-Savine — Campus Herriot                                                                                          | Saint-André-les-Vergers et Sainte-Savine                                 | —                       | Standards        | L, Ma, Me, J, V         | TCAT       |
| 24    | Chapelle-Saint-Luc — Chantereigne ↔ Troyes — Chartreux                                                                                        | La Chapelle-Saint-Luc et Troyes                                          | 1er septembre 2016      | Articulés        | L, Ma, Me, J, V         | TCAT       |
| 25    | Troyes — Quennedey / Poirier ↔ Pont-Sainte-Marie — Eurêka                                                                                     | Troyes et Pont-Sainte-Marie                                              | —                       | Standards        | L, Ma, Me, J, V         | TCAT       |
| 26    | Saint-Parres — Pochinot ↔ Pont-Sainte-Marie — Eurêka                                                                                          | Saint-Parres-aux-Tertres et Pont-Sainte-Marie                            | —                       | Articulés        | L, Ma, Me, J, V         | TCAT       |
| 27    | La Chapelle-Saint-Luc — Brossolette ↔ Troyes — Demi-Lune                                                                                      | La Chapelle-Saint-Luc et Troyes                                          | —                       | Standards        | L, Ma, Me, J, V         | TCAT       |
| 28    | Saint-Julien — Lisière ↔ Écoles Robin Noir | Saint-Julien-les-Villas                                                  | —                       | Standards        | L, Ma, Me, J, V         | TCAT       |
| 29    | Rivière-de-Corps — Churchill ↔ Sainte-Savine — Morzynski                                                                                      | Sainte-Savine et La Rivière-de-Corps                                     | —                       | Articulés        | L, Ma, Me, J, V         | TCAT       |
| 30    | Saint-André-les-Vergers — Comte / Valles ↔ Montier la Celle                                                                                   | Saint-André-les-Vergers                                                  | —                       | Standards        | L, Ma, J, V             | TCAT       |
| 31    | Rosières-près-Troyes — Berthelin de Rosières ↔ Troyes — Curie                                                                                 | Rosières-près-Troyes et Troyes                                           | 2 septembre 2021        | Articulés        | L, Ma, Me, J, V         | TCAT       |
| 32    | Villepart ↔ Bréviandes ↔ Troyes — Marie Curie                                                                                                 | Bréviandes et Troyes                                                     | —                       | Standards        | L, Ma, Me, J, V         | TCAT       |
| 33    | Saint-Julien — Sillons de Lys ↔ Troyes — Beurnonville                                                                                         | Saint-Julien-les-Villas et Troyes                                        | —                       | Articulés        | L, Ma, Me, J, V         | TCAT       |
| 34    | Troyes — Lycée Technique ↔ Verrières — Futaies                                                                                                | Verrières (Aube), Buchères, Bréviandes,Saint-Julien-les-Villas et Troyes | —                       | Standards        | L, Ma, Me, J, V         | TCAT       |
| 35    | Torvilliers — Nozats / Mairie Torvilliers ↔ Sainte-Savine — Parc du Grand Troyes ↔ Sainte-Savine — Campus Herriot ↔ Sainte-Savine — Morzynski | Torvilliers et Sainte-Savine                                             | —                       | Standards        | L, Ma, Me, J, V         | TCAT       |
| 36    | Chapelle-Saint-Luc — Chantereigne ↔ Troyes — Marie de Champagne                                                                               | La Chapelle-Saint-Luc et Troyes                                          | 1er septembre 2016      | Standards        | L, Ma, Me, J, V         | TCAT       |
| 37    | Saint-Parres — Stade → Troyes — Parc des Expositions Le Cube                                                                                  | Saint-Parres-aux-Tertres et Troyes                                       | 1er septembre 2016      | Standards        | L, Ma, Me, J, V         | TCAT       |
| 38    | Rosières-près-Troyes — Gendarmerie ↔ Écoles de Rosières                                                                                       | Rosières-près-Troyes                                                     | 4 septembre 2017        | Minibus          | L, Ma, J, V             | TCAT       |

### Services spéciaux

#### Train Bus
Les dimanches en période scolaire et les veille de rentrée scolaire, une ligne partant de la gare de Troyes, parfois appelée ligne 16, fonctionne à raison de deux départs à 21 h 22 et 22 h 29 en correspondance avec les trains venant de Paris arrivés 5 minutes auparavant afin d'assurer la liaison vers l'IUT et l'école supérieure de commerce.
Modèle:Train Bus

#### Bus Mariage
Ce service original permet de louer pour un mariage, sur le périmètre de l'ancien Grand Troyes, un autobus standard ou articulé avec conducteur décoré (à l'aide de cœurs géants fixés sur les panneaux publicitaires entre autres) et sonorisé sur les trajets définis par l'organisateur.

#### Sur Mesure
En dehors d'une location dans le cadre d'un mariage, il est aussi possible de louer un bus pour transporter un groupe en fonction de leurs besoins.

#### Service PMR
Pour les personnes à mobilité réduite ne pouvant se déplacer de façon normale sur les bus réguliers, un service spécifique sur réservation téléphonique est disponible sur le périmètre de l'ancien Grand Troyes et son accès est soumis à certaines conditions, variant selon que le véhicule réservé est le minibus Renault Master II ou un taxi. La réservation est possible tous les jours sauf le minibus qu'il n'est pas possible de réserver pour les dimanches et fêtes.

## Infrastructure

### Arrêts
Le réseau dispose de 771 arrêts de bus dont plus de la moitié sont équipés d'abribus.

### Dépôt
Le dépôt est situé au 20 rue aux Moines, sur la commune de Troyes (48° 18′ 30″ N, 4° 05′ 21″ E). L'arrêt de bus le plus proche est l'arrêt « Moines » des lignes 1 et 7 ou l'arrêt « Berthollet » de la ligne 12.

## Matériel roulant

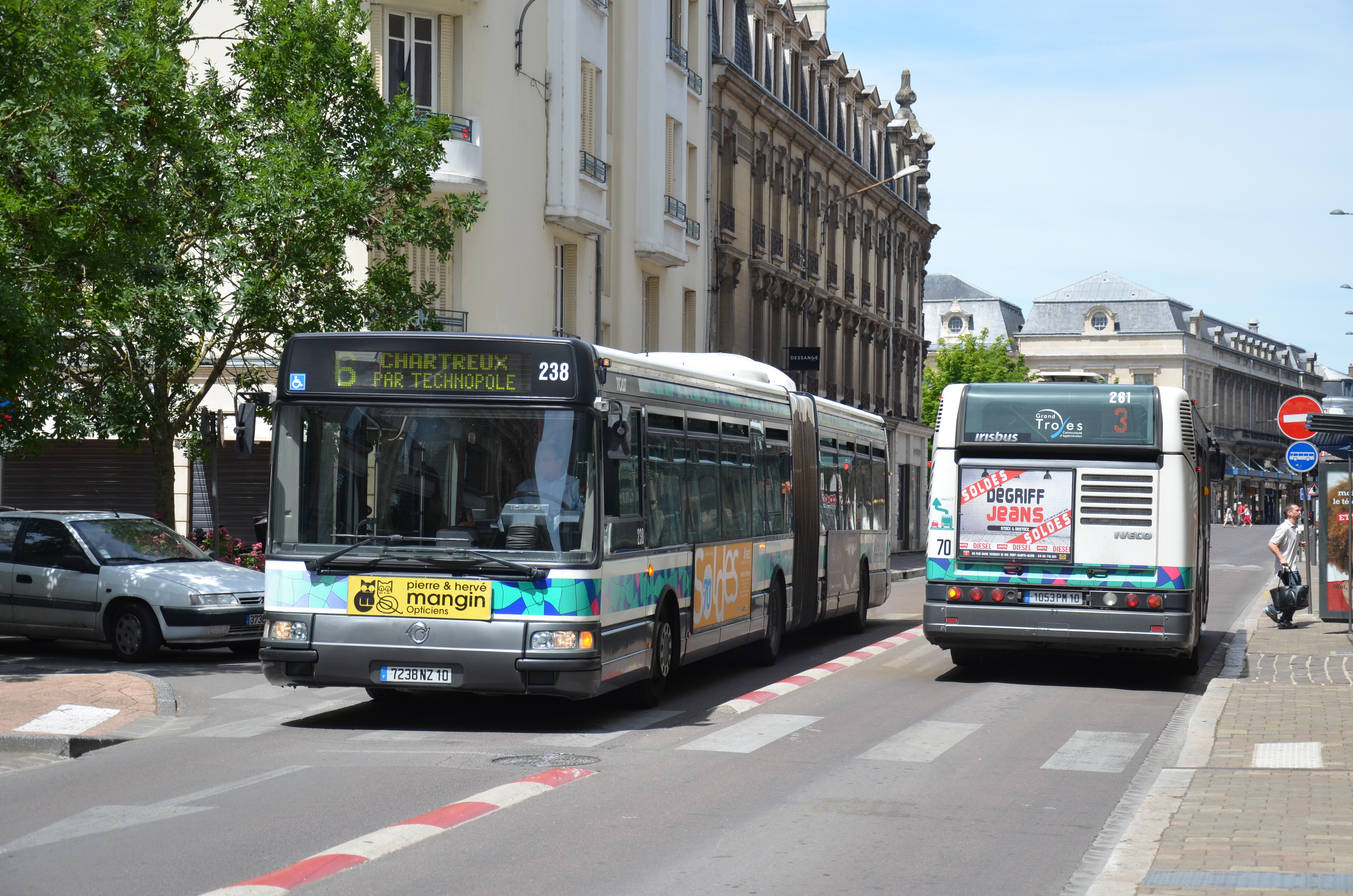
Croisement d'autobus articulé et standard, à l'arrêt Langevin.

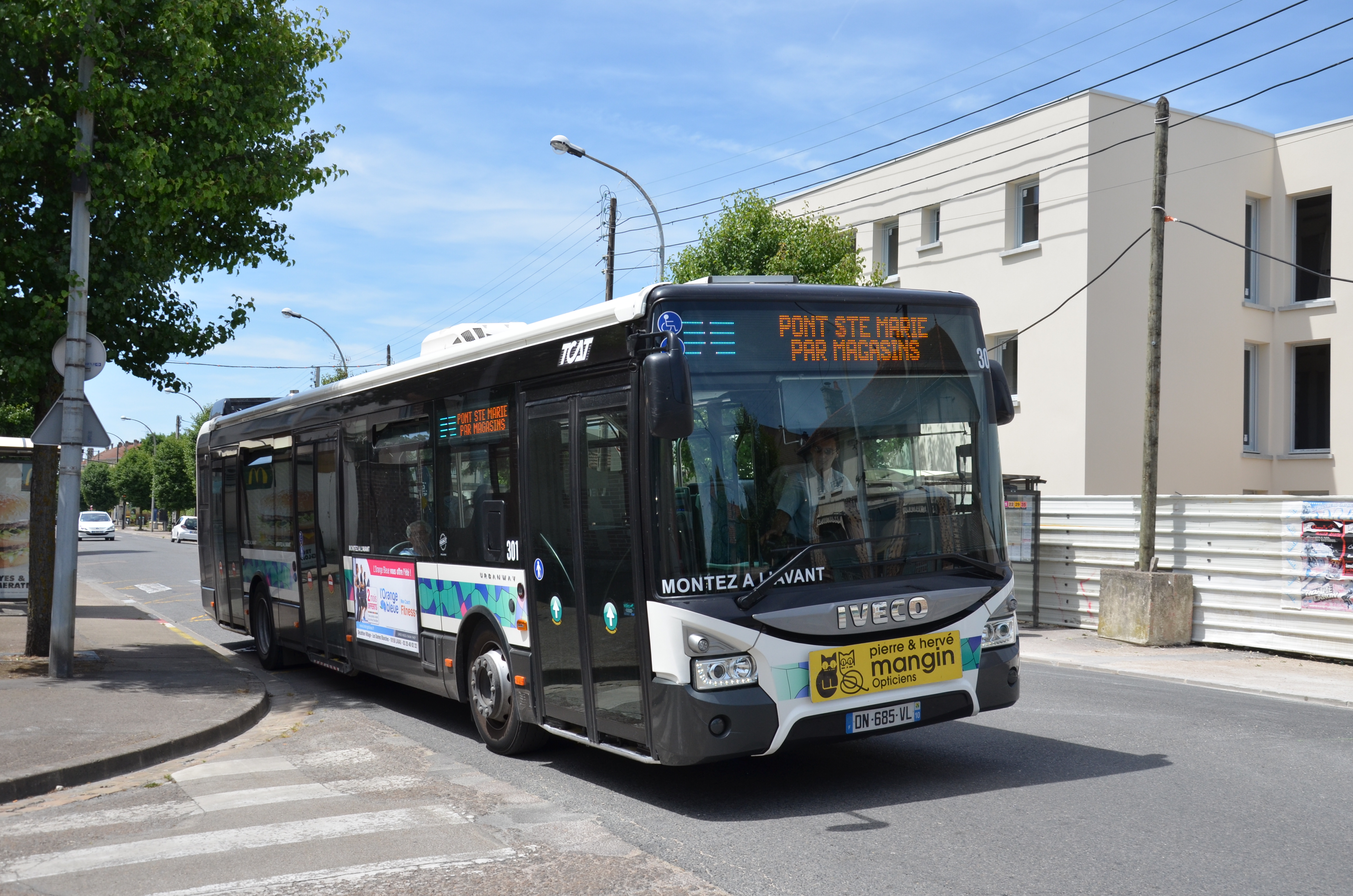
Iveco Urbanway 12 sur la ligne 1.

Le parc du réseau est constitué, en novembre 2016, d'environ 100 véhicules. L'ensemble du parc est constitué de véhicules à plancher bas et 71 autobus sont équipés d'une palette pour permettre l'accès des utilisateurs en fauteuil roulant. La moyenne d'âge du parc est d'environ 8 ans et 8 mois. Des taxis viennent compléter le minibus pour le transport des personnes à mobilité réduite et assurer la ligne 9.
Tous les véhicules sont géolocalisés par GPS à travers le SAEIV « Satélis » et sont équipés de girouettes à pastilles ou à diodes affichant la ligne et la destination du véhicule et sont en liaison permanente avec le poste central de régulation.
17 autobus articulés :
- 3 Iveco Bus Urbanway 18 nos 310 à 312 ;
- 6 Mercedes-Benz Citaro G C1 Facelift nos 269 à 272, 276, 277 ;
- 8 Renault V.I. Agora L Euro 2 nos 223, 226, 227, 230 à 234.

86 autobus standards :
- 31 Irisbus Citelis 12 nos 258 à 263, 265 à 268, 273 à 275, 278 à 284, 287 à 297 ;
- 20 Irisbus Agora S Euro 3 nos 235, 236, 240 à 257 ;
- 22 Iveco Bus Urbanway 12 nos 300 à 309 et 313 à 324 ;
- 2 Renault V.I. Agora S Euro 1 nos 209 et 210 (série en cours de réforme).
- 11 Renault V.I. Agora S Euro 2 nos 215 à 222, 225, 228 et 229.

5 midibus et minibus :
- 1 Renault Master II no 224 (aménagé PMR) ;
- 4 Vehixel Cytios 4/39 nos 285, 286, 298 et 299 (châssis Iveco Daily).

## Exploitation

### Personnel d'exploitation
Le réseau fonctionne grâce aux 231 salariés de la TCAT dont 168 conducteurs.

### Information aux voyageurs
L'information des voyageurs du réseau se fait à l'aide de plusieurs moyens, tels que le site internet ou via les 66 panneaux d'information en temps réel aux principaux arrêts du réseau et de l'écran géant de la place de la Halle. Un service nommé « Illico » permet d'obtenir les horaires par SMS sur son téléphone portable et le service « Illicode » permet grâce à un QR Code d'obtenir les horaires de passage à l'arrêt sur son smartphone. Enfin, un calculateur, basé sur la plateforme intermodale de Champagne-Ardenne, « Vitici », est aussi disponible.

### Tarification et financement

#### Points de vente
La vente des titres de transport est assurée par plusieurs lieux comme au point d'information et de vente « La Station » situé 16 rue de la République à Troyes et complété par 35 « Relais bus », commerces habilités à vendre des titres de transport et répartis dans toute l'agglomération (17 relais à Troyes, un à Buchères, trois à La Chapelle-Saint-Luc, un à La Rivière-de-Corps, un à Les Noës-près-Troyes, un à Pont-Sainte-Marie, un à Rosières-près-Troyes, quatre à Saint-André-les-Vergers, trois à Saint-Julien-les-Villas, un à Saint-Parres-aux-Tertres et deux à Sainte-Savine),,,.
Depuis décembre 2016, un système appelé “ticket virtuel” est mis en place. Le principe est simple : Le voyageur achète son ticket sur l’application TCAT et le valide lors de sa première montée dans le bus. Les titres Solo (1 voyage), Trio (3 voyage) et le ticket 10 voyages peuvent être achetés dessus. Ce système repose sur la technologie de TixiPASS.
À la suite de l'épidémie de Covid-19, la TCAT instaure, à partir de mai 2020, le ticket SMS. Le principe est d'envoyer un SMS à un numéro afin d'obtenir un ticket Solo (1 voyage) ou 24h. Ce système fonctionne avec les opérateurs suivants : Orange, SFR, Bouygues et Free.